# Eishockey-Weltmeisterschaft der Herren 2012
Die 76. Eishockey-Weltmeisterschaften der Herren der Internationalen Eishockey-Föderation IIHF waren die Eishockey-Weltmeisterschaften des Jahres 2012. Insgesamt nahmen zwischen 2. April und dem 20. Mai 2012 46 Nationalmannschaften an den sechs Turnieren der Top-Division sowie der Divisionen I bis III teil.
Der Weltmeister wurde zum 26. Mal insgesamt und zum vierten Mal nach dem Zerfall der Sowjetunion die Mannschaft Russlands, die im Finale den Außenseiter Slowakei mit 6:2 bezwang. Nach 2008 und 2009 war es der dritte Weltmeisterschaftsgewinn der Russen in den letzten fünf Jahren. Die deutsche Nationalmannschaft erreichte nach zuletzt einer Halbfinal-Teilnahme bei der Weltmeisterschaft 2010 und der Viertelfinal-Qualifikation bei der WM im Vorjahr den zwölften Rang und verpasste somit durch das Abrutschen in der IIHF-Weltrangliste die direkte Qualifikation für die Olympischen Winterspiele 2014 in Sotschi. Die Schweiz belegte den elften Platz in der Top-Division und konnte damit das Viertelfinale abermals nicht erreichen. Österreich wurde in der neu geschaffenen Division IA Zweiter hinter Slowenien und stieg somit direkt wieder in die Top-Division auf.
Weitere Aufsteiger in den vier Divisionen waren die Mannschaften aus Südkorea, Estland, Belgien und der Türkei.

## Teilnehmer, Austragungsorte und -zeiträume
- Top-Division: 4. bis 20. Mai 2012 in Helsinki, Finnland und Stockholm, Schweden
Teilnehmer:  Belarus,  Dänemark,  Deutschland,  Finnland (Titelverteidiger),  Frankreich,  Italien (Aufsteiger),  Kanada,  Kasachstan (Aufsteiger),  Lettland,  Norwegen,  Russland,  Schweden,  Schweiz,  Slowakei,  Tschechien,  USA

- Division I
  - Gruppe A: 15. bis 21. April 2012 in Ljubljana, Slowenien
Teilnehmer:  Großbritannien,  Japan (erste Teilnahme seit 2010),  Österreich (Absteiger),  Slowenien (Absteiger),  Ukraine,  Ungarn
  - Gruppe B: 15. bis 21. April 2012 in Krynica-Zdrój, Polen
Teilnehmer:  Australien (Aufsteiger),  Litauen,  Niederlande,  Polen,  Rumänien (Aufsteiger),  Südkorea

- Division II
  - Gruppe A: 12. bis 18. April 2012 in Reykjavík, Island
Teilnehmer:  Estland (Absteiger),  Island,  Kroatien,  Neuseeland,  Serbien,  Spanien (Absteiger)
  - Gruppe B: 2. bis 8. April 2012 in Sofia, Bulgarien
Teilnehmer:  Belgien,  Bulgarien,  Volksrepublik China,  Israel (Aufsteiger),  Mexiko,  Südafrika (Aufsteiger)

- Division III: 15. bis 21. April in Erzurum, Türkei
Teilnehmer:  Griechenland,  Irland (Absteiger),  Luxemburg,  Mongolei (erste Teilnahme seit 2010),  Nordkorea (Absteiger; erste Teilnahme seit 2010),  Türkei

## Modusänderungen

Vergleich des bisherigen Formats (links) mit der neuen Regelung (rechts) anhand der Turniere der Herren-Weltmeisterschaft

Erstmals seit den Herren-Weltmeisterschaften des Jahres 2001 wurden die Wettbewerbe einer weitreichenden Reform unterzogen. Zwar behalten die jeweiligen Divisionen ihre Teilnehmerstärke – die Top-Division spielt weiterhin mit 16 Mannschaften, die Divisionen I und II weiterhin mit zwölf und die Division III mit sechs –, jedoch ändern sich die Wettbewerbsformate grundlegend. Der Grund für die Reform, die auch im Bereich der U20- und U18-Junioren Einzug erhält, liegt darin, dass nach einer Studie der Internationalen Eishockey-Föderation IIHF zwischen 49 und 68 Prozent aller Spiele der Saison 2010/11 mit fünf oder mehr Toren Unterschied endeten.
In der Top-Division wurden die Zwischen- und Abstiegsrunde ersatzlos gestrichen. Statt wie bisher in vier Vorrundengruppen à vier Teams spielen die Mannschaften ab diesem Jahr in zwei Gruppen à acht Mannschaften. Die vier besten Mannschaften jeder Gruppe qualifizieren sich direkt für das Viertelfinale, das jeweils schlechteste Team jeder Gruppe tritt den Abstieg in die Division I an. Durch den Modus sollen die Teams, die im Verlauf der Vorrunde am konstantesten spielen, bevorzugt werden. Die Qualifikation für die Zwischenrunde kann dadurch ebenso nicht mehr von nur einem Spiel abhängig sein. Die Gesamtanzahl der Spiele erhöht sich von 56 auf 64 Partien.
In den Divisionen I und II werden die jeweils zwölf Mannschaften weiterhin in je zwei Gruppen zu sechs Teams aufgeteilt. Dies geschieht jedoch nicht mehr auf Grundlage der Weltrangliste, sodass beide Gruppen möglichst ausgeglichen aufgestellt sind, sondern einmalig auf Basis der Abschlussplatzierungen der Weltmeisterschaften des Jahres 2011. So spielen in der Gruppe A der Divisionen im ersten Jahr die sechs besser platzierten Teams, während sich in der Gruppe B die schlechter platzierten wiederfinden. In den folgenden Jahren erklärt sich die Gruppenzusammensetzung aufgrund der Auf- und Abstiegsregelungen von selbst.
Die Division III wird weiterhin in einer Gruppe mit sechs Mannschaften spielen, wobei je nach Anzahl der gemeldeten Teilnehmer eine optionale Qualifikation veranstaltet wird.
Durch die Modusänderungen betroffen sind auch die Auf- und Abstiegsregelungen der einzelnen Divisionen. Aus der Top-Division steigen die beiden Letzten der zwei Vorrundengruppen in die Division I A ab. Aus selbiger steigen die beiden Erstplatzierten zum nächsten Jahr in die Top-Division auf, während der Sechstplatzierte in die Division I B absteigt. Im Gegenzug steigt der Gewinner der Division I B in die Division I A auf. Aus der Division IB steigt ebenfalls der Letzte in die Division II A ab. Die Aufstiegsregelung der Division I B mit einem Auf- und Absteiger gilt genauso für die Divisionen II A und II B. Einen direkten Absteiger aus der Division III gibt es nicht. In Abhängigkeit von der Anmeldung neuer Nationalmannschaften müssen die zwei letztplatzierten Teams der Division III des Vorjahres mit den neu gemeldeten Nationen in der Qualifikation antreten, um die dann zwei freien Plätze auszuspielen.

## Top-Division
Die Weltmeisterschaft der Top-Division wurde vom 4. bis zum 20. Mai 2012 in der finnischen Hauptstadt Helsinki und der schwedischen Hauptstadt Stockholm ausgetragen. Gespielt wurde in der Hartwall Areena (13.349 Plätze) in Helsinki sowie dem Globen in Stockholm mit 13.850 Plätzen.
Die Weltmeisterschaft, aus deren Ergebnissen die letzte IIHF-Weltrangliste vor Beginn der Qualifikation zu den Olympischen Winterspielen 2014 im russischen Sotschi hervorging, war die abschließende Möglichkeit, sich als eine der neun besten Mannschaften nach Abschluss der WM direkt über die Weltranglistenplatzierung für die Winterspiele zu qualifizieren.

### Vergabe
Für die Austragung der Weltmeisterschaft des Jahres 2012 bewarben sich fünf Nationen – Finnland, Schweden, Tschechien, Ungarn und Dänemark. Die drei letzteren zogen ihre Bewerbung vor der Abstimmung bei der Jahrestagung des Eishockey-Weltverbandes IIHF am 11. Mai 2007 in Moskau zurück.
| Bewerber   | Stimmen | Anteil (in %) |
| Finnland   | 64      | 64,6          |
| Schweden   | 35      | 35,4          |
| Dänemark   | –       | –             |
| Tschechien | –       | –             |
| Ungarn     | –       | –             |

Mit 64 zu 35 Stimmen wurde die Weltmeisterschaft an Finnland vergeben. Bei der IIHF-Jahrestagung 2009 gaben IIHF, Finnland und Schweden bekannt, dass die beiden Länder die Turniere der Jahre 2012 und 2013 jeweils gemeinsam veranstalten werden, da Schweden den Zuschlag für die Weltmeisterschaft 2013 erhalten hatte.
Finnland, der Weltmeister der Jahre 1995 und 2011, veranstaltet das Turnier erstmals seit 2003 wieder. Die Schweden, zuletzt Weltmeister und Olympiasieger im Jahr 2006, sind erstmals seit 2002 Gastgeber der Titelkämpfe. Die Spielorte sind die Hauptstädte Helsinki und Stockholm. Helsinki hat bereits fünf WM-Turniere veranstaltet. Stockholm war bereits achtmal Austragungsort der Welttitelkämpfe, zuletzt beim ersten finnischen Titelgewinn 1995. Erstmals seit 1930 wird die Weltmeisterschaft wieder in mehr als einem Land ausgetragen.

### Teilnehmer
Am Turnier nahmen die besten 14 Mannschaften der Vorjahres-Weltmeisterschaft sowie die Sieger der beiden Turniere der Division I des Vorjahres teil:
| 1 aus Asien       | Kasachstan (Aufsteiger aus der Division I) | Kasachstan (Aufsteiger aus der Division I) | Kasachstan (Aufsteiger aus der Division I) | Kasachstan (Aufsteiger aus der Division I) |
| 13 aus Europa     | Belarus                                    | Dänemark                                   | Deutschland                                | Finnland (Gastgeber; Titelverteidiger)     |
| 13 aus Europa     | Frankreich                                 | Italien (Aufsteiger aus der Division I)    | Lettland                                   | Norwegen                                   |
| 13 aus Europa     | Russland                                   | Schweden (Gastgeber)                       | Schweiz                                    | Slowakei                                   |
| 13 aus Europa     | Tschechien                                 |                                            |                                            |                                            |
| 2 aus Nordamerika | Kanada                                     | Kanada                                     | USA                                        | USA                                        |

#### Gruppeneinteilung
Die Gruppeneinteilung der Vorrunde wurde auf Basis der nach Abschluss der Weltmeisterschaft 2011 aktuellen IIHF-Weltrangliste festgelegt. Aufgrund der Problematik, dass gemäß der Weltrangliste beide Gastgeber in der gleichen Gruppe gespielt hätten und eines der Teams somit die Vorrunde nicht in seinem Heimatland bestritten hätte, wurde die Gruppeneinteilung dementsprechend und gemäß der IIHF-Sportregularien angepasst:
| Gruppe H (Helsinki) | Gruppe S (Stockholm) |
| Finnland (2)        | Russland (1)         |
| Kanada (4)          | Schweden (3)         |
| USA (6)             | Tschechien (5)       |
| Schweiz (7)         | Deutschland (8)      |
| Slowakei (10)       | Norwegen (9)         |
| Belarus (11)        | Lettland (12)        |
| Frankreich (14)     | Dänemark (13)        |
| Kasachstan (16)     | Italien (17)         |

* In Klammern ist der jeweilige Weltranglistenplatz angegeben.

### Modus
Das 16-tägige Weltmeisterschaftsturnier war in zwei Phasen – Vorrunde und Finalrunde – gegliedert.
Die 16 Teams spielten nach ihrer Weltranglistenplatzierung zunächst in zwei Gruppen à acht Teams eine Vorrunde (Preliminary Round). Dabei wurden für einen Sieg nach regulärer Spielzeit von 60 Minuten drei, für einen Sieg in der maximal fünfminütigen Verlängerung oder im Penaltyschießen zwei und für eine Niederlage in der Verlängerung oder im Penaltyschießen ein Punkt vergeben. Bei einer Niederlage nach regulärer Spielzeit gab es keinen Punkt. Bei Punktgleichheit zwischen zwei Teams entschied der direkte Vergleich. Waren mehr als zwei Mannschaften punktgleich, entschieden folgende Kriterien. Waren nach einem dieser Kriterien nur noch zwei Mannschaften punktgleich, entscheidet wieder der direkte Vergleich:
1. Anzahl Punkte aus den Spielen der punktgleichen Mannschaften gegeneinander,
2. bessere Tordifferenz aus den Spielen gegeneinander,
3. Anzahl Tore aus den Spielen gegeneinander
4. Punkte, Tordifferenz und Tore gegen die nächstbessere, nicht punktgleiche Mannschaft (wenn möglich),
5. Ergebnisse gegen die übernächstbessere, nicht punktgleiche Mannschaft (wenn möglich),
6. Platzierung in der IIHF-Weltrangliste des Jahres 2011.

Die vier besten Mannschaften jeder Vorrundengruppe qualifizierten sich für das Viertelfinale und spielten im K.-o.-System mit folgendem Halbfinale und Finale die Medaillengewinner aus (Playoff Round). Die Nationen auf dem letzten Rang der jeweiligen Gruppe stiegen in die Division I ab.

### Austragungsorte
| Helsinki |

| Stockholm |

| Helsinki |

| Stockholm |

### Vorrunde
Die Vorrunde der Weltmeisterschaft startete am 4. Mai in Helsinki mit der Partie zwischen den Vereinigten Staaten und Frankreich. Am Eröffnungstag folgten noch fünf weitere Spiele. Beendet wurde die Vorrunde am 15. Mai mit der Begegnung zwischen Gastgeber und Vizeweltmeister Schweden und Lettland in Stockholm. Am Schlusstag der Vorrunde wurden ebenfalls insgesamt sechs Partien ausgetragen. Dazwischen wurden an jedem Turniertag mindestens vier Partien ausgetragen.

#### Gruppe H
In der Gruppe H setzten sich die vier Mannschaften durch, die personell am stärksten besetzt waren. Kanada schaffte den Einzug als Gruppenerster mit 19 Punkten. Lediglich gegen den Erzrivalen aus den Vereinigten Staaten mussten sich die Ahornblätter in der Verlängerung geschlagen geben. Die US-Amerikaner belegten trotz des Sieges nur den zweiten Rang, da sie den späteren Absteiger Kasachstan ebenfalls erst in der Overtime besiegte und gegen die Slowakei verlor. Der Titelverteidiger und Gastgeber Finnland belegte nach gutem Turnierstart mit vier Siegen nur den dritten Rang – punktgleich mit der Slowakei. Die Slowaken, die im Verlauf der Vorrunde immer besser ins Turnier fanden, hatten den direkten Vergleich verloren.
Die erste Viertelfinal-Qualifikation seit der Weltmeisterschaft 1995 verpassten die überraschenden Franzosen, die erst im letzten Gruppenspiel durch eine 4:5-Niederlage gegen die Slowaken scheiterten. Enttäuschend verlief das Turnier hingegen für die Schweiz, die lediglich gegen Belarus und Kasachstan gewannen. Belarus belegte schlussendlich den siebten Rang, während Kasachstan mit nur einem Punkt aus sieben Partien umgehend wieder in die Division IA abstieg.
Insgesamt besuchten die 28 Vorrundenspiele in der Hartwall Areena 225.982 Zuschauer, was einem Durchschnitt von 8.070 pro Spiel entsprach. Der Zuschauerzuspruch in der finnischen Landeshauptstadt war somit bedeutend besser als im Spielort Stockholm.
| 4. Mai 2012 11:15 Uhr | USA K. Okposo (16:52) J. Johnson (23:56) B. Ryan (29:15) M. Pacioretty (39:38) J. Slater (45:38) K. Okposo (51:00) J. Petry (57:41) | 7:2 (1:1, 3:1, 3:0) Spielbericht | Frankreich N. Besch (12:17) P.-É. Bellemare (33:17) | Hartwall Areena, Helsinki Zuschauer: 8.402 |

| 4. Mai 2012 15:15 Uhr | Kanada J. Benn (14:21) J. Eberle (32:30) A. Ladd (35:21) | 3:2 (1:0, 2:1, 0:1) Spielbericht | Slowakei T. Tatar (21:58) M. Bartovič (42:59) | Hartwall Areena, Helsinki Zuschauer: 6.400 |

| 4. Mai 2012 19:15 Uhr | Belarus | 0:1 (0:1, 0:0, 0:0) Spielbericht | Finnland J. Niskala (19:19) | Hartwall Areena, Helsinki Zuschauer: 12.354 |

| 5. Mai 2012 14:00 Uhr | Schweiz I. Rüthemann (9:48) M. Streit (11:04) M. Streit (24:04) I. Rüthemann (32:08) F. Du Bois (36:53) | 5:1 (2:0, 3:1, 0:0) Spielbericht | Kasachstan R. Sawtschenko (21:36) | Hartwall Areena, Helsinki Zuschauer: 7.221 |

| 5. Mai 2012 18:00 Uhr | Kanada J. Tavares (6:38) J. Skinner (27:34) E. Kane (49:51) D. Keith (58:21) | 4:5 n. V. (1:1, 1:1, 2:2, 0:1) Spielbericht | USA J. Slater (1:10) J. Johnson (33:54) P. Dwyer (46:43) N. Thompson (56:19) J. Johnson (61:47) | Hartwall Areena, Helsinki Zuschauer: 6.842 |

| 6. Mai 2012 11:15 Uhr | Frankreich K. Hecquefeuille (8:59) N. Besch (11:27) S. Treille (14:53) J. Desrosiers (27:49) P.-É. Bellemare (51:02) K. Hecquefeuille (56:14) | 6:3 (3:1, 1:1, 2:1) Spielbericht | Kasachstan W. Krasnoslobodzew (17:13) F. Polischtschuk (33:16) T. Schailauow (40:42) | Hartwall Areena, Helsinki Zuschauer: 8.673 |

| 6. Mai 2012 15:15 Uhr | Finnland J. Pesonen (7:32) | 1:0 (1:0, 0:0, 0:0) Spielbericht | Slowakei | Hartwall Areena, Helsinki Zuschauer: 12.855 |

| 6. Mai 2012 19:15 Uhr | Schweiz S. Moser (6:55) S. Moser (11:57) K. Romy (47:48) | 3:2 (2:1, 0:1, 1:0) Spielbericht | Belarus A. Uharau (10:26) K. Kalzou (21:34) | Hartwall Areena, Helsinki Zuschauer: 5.249 |

| 7. Mai 2012 15:15 Uhr | Frankreich B. Henderson (19:22) A. Rouleau (33:49) | 2:7 (1:4, 1:1, 0:2) Spielbericht | Kanada R. Nugent-Hopkins (1:59) P. Sharp (9:56) J. Benn (13:54) J. Benn (17:21) J. Eberle (33:19) R. Nugent-Hopkins (49:56) C. Perry (52:19) | Hartwall Areena, Helsinki Zuschauer: 3.415 |

| 7. Mai 2012 19:15 Uhr | USA J. Faulk (15:41) P. Stastny (38:47) | 2:4 (1:3, 1:0, 0:1) Spielbericht | Slowakei D. Graňák (0:47) B. Radivojevič (15:04) A. Sekera (19:54) M. Šatan (59:23) | Hartwall Areena, Helsinki Zuschauer: 3.948 |

| 8. Mai 2012 15:15 Uhr | Belarus K. Kalzou (28:48) M. Hrabouski (33:37) J. Kawyrschyn (33:52) | 3:2 (0:1, 3:1, 0:0) Spielbericht | Kasachstan W. Krasnoslobodzew (2:32) W. Krasnoslobodzew (27:42) | Hartwall Areena, Helsinki Zuschauer: 3.221 |

| 8. Mai 2012 19:15 Uhr | Finnland J. Immonen (6:30) L. Komarov (26:05) J. Immonen (36:45) V. Filppula (49:46) V. Filppula (51:56) | 5:2 (1:0, 2:2, 2:0) Spielbericht | Schweiz A. Ambühl (25:44) R. Wick (37:44) | Hartwall Areena, Helsinki Zuschauer: 12.448 |

| 9. Mai 2012 15:15 Uhr | Slowakei D. Graňák (1:08) L. Hudáček (37:49) T. Kopecký (48:18) T. Kopecký (59:47) | 4:2 (1:1, 1:0, 2:1) Spielbericht | Kasachstan J. Rymarew (11:18) K. Puschkarjow (43:15) | Hartwall Areena, Helsinki Zuschauer: 3.706 |

| 9. Mai 2012 19:15 Uhr | Kanada J. Tavares (20:35) J. Eberle (40:41) R. Getzlaf (48:02) | 3:2 (0:1, 1:0, 2:1) Spielbericht | Schweiz D. Brunner (1:40) G. Bezina (43:49) | Hartwall Areena, Helsinki Zuschauer: 4.829 |

| 10. Mai 2012 15:15 Uhr | USA J. Abdelkader (1:39) C. Atkinson (6:31) N. Thompson (38:21) B. Ryan (52:10) P. Stastny (55:34) | 5:3 (2:1, 1:1, 2:1) Spielbericht | Belarus A. Kaljuschny (16:15) A. Uharau (22:50) J. Kawyrschyn (59:50) | Hartwall Areena, Helsinki Zuschauer: 7.441 |

| 10. Mai 2012 19:15 Uhr | Frankreich A. Guttig (43:34) | 1:7 (0:1, 0:4, 1:2) Spielbericht | Finnland J. Immonen (10:12) M. Koivu (30:00) J. Jokinen (33:49) J. Niskala (37:12) N. Kapanen (38:08) J. Jokinen (44:01) J. Hietanen (50:00) | Hartwall Areena, Helsinki Zuschauer: 12.957 |

| 11. Mai 2012 15:15 Uhr | Kasachstan K. Puschkarjow (38:17) T. Schailauow (55:54) | 2:3 n. V. (0:0, 1:1, 1:1, 0:1) Spielbericht | USA J. T. Brown (34:12) J. Faulk (44:58) J. Faulk (64:38) | Hartwall Areena, Helsinki Zuschauer: 9.856 |

| 11. Mai 2012 19:15 Uhr | Finnland A. Pihlström (5:53) M. Koivu (10:31) J. Jokinen (27:36) | 3:5 (2:0, 1:3, 0:2) Spielbericht | Kanada A. Burrows (25:34) J. Tavares (34:31) J. Skinner (38:18) E. Kane (46:04) J. Eberle (59:36) | Hartwall Areena, Helsinki Zuschauer: 13.059 |

| 12. Mai 2012 11:15 Uhr | Slowakei A. Sekera (6:45) B. Radivojevič (23:16) M. Miklík (24:58) T. Kopecký (25:48) J. Mikúš (26:56) | 5:1 (1:0, 4:1, 0:0) Spielbericht | Belarus A. Kaljuschny (34:36) | Hartwall Areena, Helsinki Zuschauer: 9.032 |

| 12. Mai 2012 15:15 Uhr | Schweiz D. Brunner (33:14) D. Brunner (35:04) | 2:4 (0:1, 2:1, 0:2) Spielbericht | Frankreich Y. Auvitu (17:11) T. Da Costa (32:44) L. Meunier (46:21) S. Da Costa (47:05) | Hartwall Areena, Helsinki Zuschauer: 9.155 |

| 12. Mai 2012 19:15 Uhr | Kasachstan | 0:8 (0:1, 0:2, 0:5) Spielbericht | Kanada D. Phaneuf (15:45) C. Perry (32:05) A. Burrows (37:03) E. Kane (42:57) J. Tavares (43:39) T. Purcell (43:47) D. Phaneuf (45:53) R. Nugent-Hopkins (56:13) | Hartwall Areena, Helsinki Zuschauer: 4.151 |

| 13. Mai 2012 15:15 Uhr | Finnland | 0:5 (0:1, 0:2, 0:2) Spielbericht | USA M. Pacioretty (16:19) K. Palmieri (35:33) J. Faulk (37:56) C. Butler (42:12) B. Ryan (44:08) | Hartwall Areena, Helsinki Zuschauer: 12.652 |

| 13. Mai 2012 19:15 Uhr | Schweiz | 0:1 (0:1, 0:0, 0:0) Spielbericht | Slowakei T. Tatar (18:13) | Hartwall Areena, Helsinki Zuschauer: 4.257 |

| 14. Mai 2012 15:15 Uhr | Belarus A. Kaljuschny (8:15) | 1:2 (1:0, 0:1, 0:1) Spielbericht | Frankreich K. Hecquefeuille (37:57) Y. Auvitu (58:43) | Hartwall Areena, Helsinki Zuschauer: 5.583 |

| 14. Mai 2012 19:15 Uhr | Kasachstan K. Puschkarjow (49:03) | 1:4 (0:0, 0:3, 1:1) Spielbericht | Finnland J. Jokinen (24:02) M. Mäenpää (31:38) V. Filppula (37:43) V. Filppula (41:15) | Hartwall Areena, Helsinki Zuschauer: 12.443 |

| 15. Mai 2012 11:15 Uhr | Kanada R. O’Reilly (2:16) C. Perry (29:10) R. Getzlaf (32:46) R. Nugent-Hopkins (34:11) R. O’Reilly (48:16) | 5:1 (1:1, 3:0, 1:0) Spielbericht | Belarus S. Kaszizyn (14:25) | Hartwall Areena, Helsinki Zuschauer: 9.140 |

| 15. Mai 2012 15:15 Uhr | Slowakei M. Bartovič (2:36) T. Kopecký (6:50) M. Handzuš (35:26) B. Radivojevič (40:39) B. Radivojevič (50:27) | 5:4 (2:2, 1:1, 2:1) Spielbericht | Frankreich Y. Treille (7:11) T. Da Costa (15:00) D. Fleury (39:21) A. Roussel (45:17) | Hartwall Areena, Helsinki Zuschauer: 7.481 |

| 15. Mai 2012 19:15 Uhr | USA B. Ryan (22:39) C. Fowler (36:52) P. Stastny (45:22) A. Goligoski (46:04) J. Petry (54:59) | 5:2 (0:0, 2:1, 3:1) Spielbericht | Schweiz I. Rüthemann (20:21) M. Trachsler (54:43) | Hartwall Areena, Helsinki Zuschauer: 9.212 |

| Pl. |            | Sp | S | OTS | OTN | N | Tore  | Punkte |
| 1.  | Kanada     | 7  | 6 | 0   | 1   | 0 | 35:15 | 19     |
| 2.  | USA        | 7  | 4 | 2   | 0   | 1 | 32:17 | 16     |
| 3.  | Finnland   | 7  | 5 | 0   | 0   | 2 | 21:14 | 15     |
| 4.  | Slowakei   | 7  | 5 | 0   | 0   | 2 | 21:13 | 15     |
| 5.  | Frankreich | 7  | 3 | 0   | 0   | 4 | 21:32 | 9      |
| 6.  | Schweiz    | 7  | 2 | 0   | 0   | 5 | 16:21 | 6      |
| 7.  | Belarus    | 7  | 1 | 0   | 0   | 6 | 11:23 | 3      |
| 8.  | Kasachstan | 7  | 0 | 0   | 1   | 6 | 11:33 | 1      |

Abkürzungen: Pl. = Platz, Sp = Spiele, S = Siege, OTS = Siege nach Verlängerung (Overtime) oder Penaltyschießen, OTN = Niederlagen nach Verlängerung oder Penaltyschießen, N = Niederlagen

Erläuterungen: Viertelfinalqualifikant, Absteiger in die Division IA

#### Gruppe S
Die drei favorisierten Mannschaften der Gruppe S – Russland, Schweden und Tschechien – schafften souverän den Viertelfinaleinzug. Russland blieb verlustpunktfrei und gewann sogar die Begegnung gegen den Gastgeber Schweden trotz eines zwischenzeitlichen 1:3-Rückstands noch deutlich mit 7:3. Dies blieb zugleich die einzige Niederlage der Schweden, die sich damit den zweiten Rang sicherten. Die Tschechen kamen – obgleich der Niederlagen gegen die zwei Erstplatzierten – mit 14 Punkten auf den dritten Rang, unmittelbar gefolgt von den Norwegern. Norwegen sicherte sich mit 13 Punkten überraschend klar den vierten Rang, insbesondere begünstigt durch Siege über die direkten Konkurrenten Deutschland, Lettland und Dänemark.
Die Letten verpassten nach gutem Turnierbeginn gegen Ende der Vorrunde die nötigen Punkte zu gewinnen. Gleiches galt für Deutschland, die im mitentscheidenden Spiel gegen Norwegen um den Viertelfinaleinzug deutlich mit 4:12 verloren. Deutschland verspielte durch das schwache Abschneiden auch die Direktqualifikation für die Olympischen Winterspiele 2014 im russischen Sotschi. Den Abstieg in die Division IA musste Italien antreten, die trotz eines Sieges über Dänemark nicht in der Weltgruppe verblieben, da Dänemark entscheidende Punkte gegen Lettland gewann.
Insgesamt besuchten die 28 Vorrundenspiele im Globen 131.447 Zuschauer, was einem Durchschnitt von 4.694 pro Spiel entsprach. Der Zuschauerzuspruch in der schwedischen Landeshauptstadt lag damit um 3.376 pro Partie niedriger als im Spielort Helsinki.
| 4. Mai 2012 12:15 Uhr | Deutschland C. Schubert (16:16) P. Reimer (22:42) C. Fischer (45:11) | 3:0 (1:0, 1:0, 1:0) Spielbericht | Italien | Globen, Stockholm Zuschauer: 1.033 |

| 4. Mai 2012 16:15 Uhr | Tschechien A. Hemský (39:55) P. Tenkrát (57:21) | 2:0 (0:0, 1:0, 1:0) Spielbericht | Dänemark | Globen, Stockholm Zuschauer: 1.610 |

| 4. Mai 2012 20:15 Uhr | Schweden J. Silfverberg (16:48) M. Krüger (22:29) L. Eriksson (44:18) | 3:1 (1:0, 1:1, 1:0) Spielbericht | Norwegen M. Hansen (20:20) | Globen, Stockholm Zuschauer: 7.770 |

| 5. Mai 2012 16:15 Uhr | Lettland M. Indrašis (11:32) K. Daugaviņš (55:21) | 2:5 (1:0, 0:2, 1:3) Spielbericht | Russland I. Nikulin (33:45) J. Malkin (36:29) J. Malkin (45:03) A. Popow (50:53) J. Kusnezow (56:53) | Globen, Stockholm Zuschauer: 2.589 |

| 5. Mai 2012 20:15 Uhr | Schweden J. Franzén (2:42) N. Kronwall (20:50) J. Lundqvist (50:24) N. Persson (58:04) | 4:1 (1:0, 1:0, 2:1) Spielbericht | Tschechien J. Petružálek (43:44) | Globen, Stockholm Zuschauer: 10.076 |

| 6. Mai 2012 12:15 Uhr | Dänemark L. Eller (20:14) J. Jensen (24:42) J. Jensen (31:53) | 3:4 n. V. (0:2, 3:1, 0:0, 0:1) Spielbericht | Italien L. Ansoldi (14:12) M. De Marchi (14:30) M. De Marchi (33:56) G. Scandella (60:52) | Globen, Stockholm Zuschauer: 2.878 |

| 6. Mai 2012 16:15 Uhr | Russland P. Dazjuk (21:21) D. Denissow (27:01) N. Kuljomin (32:46) A. Pereschogin (40:40) | 4:2 (0:0, 3:2, 1:0) Spielbericht | Norwegen M. Ask (30:34) M. Holtet (35:52) | Globen, Stockholm Zuschauer: 4.438 |

| 6. Mai 2012 20:15 Uhr | Deutschland J. Tripp (24:58) K. Hospelt (32:03) | 2:3 (0:1, 2:1, 0:1) Spielbericht | Lettland M. Indrašis (11:09) M. Rēdlihs (23:10) A. Širokovs (52:15) | Globen, Stockholm Zuschauer: 4.162 |

| 7. Mai 2012 16:15 Uhr | Tschechien A. Hemský (16:41) D. Krejčí (37:04) M. Frolík (47:56) A. Hemský (PS) | 4:3 n. P. (1:1, 1:1, 1:1, 0:0, 1:0) Spielbericht | Norwegen M. Olimb (11:16) L.-E. Spets (21:39) J. Holøs (50:51) | Globen, Stockholm Zuschauer: 3.383 |

| 7. Mai 2012 20:15 Uhr | Dänemark N. Hardt (18:27) N. Hardt (38:47) L. Eller (40:21) M. Green (51:27) | 4:6 (1:4, 1:2, 2:0) Spielbericht | Schweden V. Stålberg (2:06) L. Eriksson (6:06) L. Eriksson (11:05) V. Stålberg (11:43) D. Alfredsson (20:43) J. Brodin (29:16) | Globen, Stockholm Zuschauer: 8.119 |

| 8. Mai 2012 16:15 Uhr | Lettland R. Ķēniņš (18:24) G. Meija (24:16) O. Bārtulis (37:54) M. Indrašis (40:43) K. Rēdlihs (42:31) | 5:0 (1:0, 2:0, 2:0) Spielbericht | Italien | Globen, Stockholm Zuschauer: 2.785 |

| 8. Mai 2012 20:15 Uhr | Russland N. Scherdew (19:51) A. Tereschtschenko (50:35) | 2:0 (1:0, 0:0, 1:0) Spielbericht | Deutschland | Globen, Stockholm Zuschauer: 2.897 |

| 9. Mai 2012 16:15 Uhr | Norwegen M. Trygg (3:06) P.-Å. Skrøder (16:51) M. Holtet (24:27) A. Bastiansen (30:35) M. Trygg (48:11) P.-Å. Skrøder (54:49) | 6:2 (2:1, 2:1, 2:0) Spielbericht | Italien L. Ansoldi (5:11) A. Egger (32:35) | Globen, Stockholm Zuschauer: 1.357 |

| 9. Mai 2012 20:15 Uhr | Schweden M. Krüger (1:17) V. Stålberg (26:38) E. Karlsson (28:14) N. Persson (42:30) J. Franzén (48:32) | 5:2 (1:1, 2:1, 2:0) Spielbericht | Deutschland P. Gogulla (19:59) P. Reimer (36:58) | Globen, Stockholm Zuschauer: 11.500 |

| 10. Mai 2012 16:15 Uhr | Dänemark L. Eller (4:11) | 1:3 (1:2, 0:1, 0:0) Spielbericht | Russland J. Medwedew (2:08) J. Malkin (13:35) D. Kalinin (26:32) | Globen, Stockholm Zuschauer: 2.117 |

| 10. Mai 2012 20:15 Uhr | Tschechien M. Michálek (28:58) P. Nedvěd (50:50) T. Plekanec (53:22) | 3:1 (0:0, 1:1, 2:0) Spielbericht | Lettland A. Bērziņš (23:55) | Globen, Stockholm Zuschauer: 2.570 |

| 11. Mai 2012 16:15 Uhr | Italien | 0:6 (0:2, 0:3, 0:1) Spielbericht | Tschechien P. Nedvěd (5:56) J. Novotný (12:45) P. Čáslava (27:15) A. Hemský (31:45) P. Čáslava (32:45) M. Erat (54:29) | Globen, Stockholm Zuschauer: 2.753 |

| 11. Mai 2012 20:15 Uhr | Russland A. Popow (10:27) J. Malkin (36:00) A. Jemelin (38:27) A. Pereschogin (40:15) J. Malkin (42:40) J. Malkin (51:08) D. Denissow (59:06) | 7:3 (1:2, 2:1, 4:0) Spielbericht | Schweden E. Karlsson (5:57) H. Zetterberg (14:33) J. Franzén (29:36) | Globen, Stockholm Zuschauer: 11.500 |

| 12. Mai 2012 12:15 Uhr | Norwegen J. Holøs (12:43) A. Martinsen (25:54) P. Thoresen (38:43) | 3:0 (1:0, 2:0, 0:0) Spielbericht | Lettland | Globen, Stockholm Zuschauer: 5.332 |

| 12. Mai 2012 16:15 Uhr | Deutschland T. Greilinger (37:10) P. Gogulla (48:24) | 2:1 (0:0, 1:1, 1:0) Spielbericht | Dänemark M. Green (21:35) | Globen, Stockholm Zuschauer: 5.107 |

| 12. Mai 2012 20:15 Uhr | Italien | 0:4 (0:2, 0:1, 0:1) Spielbericht | Schweden M. Krüger (5:13) S. Kronwall (19:12) E. Karlsson (25:45) G. Landeskog (41:45) | Globen, Stockholm Zuschauer: 8.979 |

| 13. Mai 2012 16:15 Uhr | Russland A. Pereschogin (0:24) J. Malkin (40:44) | 2:0 (1:0, 0:0, 1:0) Spielbericht | Tschechien | Globen, Stockholm Zuschauer: 5.341 |

| 13. Mai 2012 20:15 Uhr | Deutschland P. Reimer (38:25) J. Krueger (41:01) M. Kink (46:27) C. Fischer (57:17) | 4:12 (0:3, 1:6, 3:3) Spielbericht | Norwegen P. Thoresen (0:20) P. Thoresen (1:28) M. Røymark (5:07) L.-E. Spets (23:16) J. Kaunismäki (24:12) J. Holøs (27:52) P. Thoresen (32:07) P.-Å. Skrøder (33:24) M. Trygg (34:07) P.-Å. Skrøder (40:44) M. Hansen (43:15) M. Trygg (52:05) | Globen, Stockholm Zuschauer: 2.462 |

| 14. Mai 2012 16:15 Uhr | Lettland | 0:2 (0:0, 0:2, 0:0) Spielbericht | Dänemark M. Green (24:48) M. Madsen (35:23) | Globen, Stockholm Zuschauer: 2.197 |

| 14. Mai 2012 20:15 Uhr | Italien | 0:4 (0:1, 0:2, 0:1) Spielbericht | Russland P. Dazjuk (10:35) J. Kusnezow (24:28) J. Birjukow (28:07) A. Popow (53:38) | Globen, Stockholm Zuschauer: 2.336 |

| 15. Mai 2012 12:15 Uhr | Norwegen L.-E. Spets (26:12) M. Ask (27:29) P.-Å. Skrøder (35:35) J. Holøs (37:53) P. Thoresen (39:39) M. Trygg (55:39) | 6:2 (0:0, 5:0, 1:2) Spielbericht | Dänemark M. Madsen (43:03) M. Poulsen (47:50) | Globen, Stockholm Zuschauer: 2.054 |

| 15. Mai 2012 16:15 Uhr | Tschechien A. Hemský (1:58) L. Krajíček (10:34) M. Erat (16:05) P. Koukal (25:01) D. Krejčí (29:55) J. Novotný (34:22) P. Koukal (44:34) M. Blaťák (46:42) | 8:1 (3:1, 3:0, 2:0) Spielbericht | Deutschland T. Greilinger (7:36) | Globen, Stockholm Zuschauer: 2.114 |

| 15. Mai 2012 20:15 Uhr | Schweden L. Eriksson (4:39) J. Silfverberg (14:40) H. Zetterberg (33:45) J. Franzén (52:18) | 4:0 (2:0, 1:0, 1:0) Spielbericht | Lettland | Globen, Stockholm Zuschauer: 9.358 |

| Pl. |             | Sp | S | OTS | OTN | N | Tore  | Punkte |
| 1.  | Russland    | 7  | 7 | 0   | 0   | 0 | 27:08 | 21     |
| 2.  | Schweden    | 7  | 6 | 0   | 0   | 1 | 29:15 | 18     |
| 3.  | Tschechien  | 7  | 4 | 1   | 0   | 2 | 24:11 | 14     |
| 4.  | Norwegen    | 7  | 4 | 0   | 1   | 2 | 33:19 | 13     |
| 5.  | Lettland    | 7  | 2 | 0   | 0   | 5 | 11:19 | 6      |
| 6.  | Deutschland | 7  | 2 | 0   | 0   | 5 | 14:31 | 6      |
| 7.  | Dänemark    | 7  | 1 | 0   | 1   | 5 | 13:23 | 4      |
| 8.  | Italien     | 7  | 0 | 1   | 0   | 6 | 06:31 | 2      |

Abkürzungen: Pl. = Platz, Sp = Spiele, S = Siege, OTS = Siege nach Verlängerung (Overtime) oder Penaltyschießen, OTN = Niederlagen nach Verlängerung oder Penaltyschießen, N = Niederlagen

Erläuterungen: Viertelfinalqualifikant, Absteiger in die Division IA

### Finalrunde
Die Finalrunde begann nach Abschluss der Vorrunde am 17. Mai 2012, sodass alle Teams mindestens einen Ruhetag hatten. Zwei der Viertelfinalpartien wurden in Helsinki, die anderen beiden in Stockholm ausgetragen. Die Partien fanden innerhalb der Vorrundengruppen statt, sodass es in diesem Jahr keinen Kreuzvergleich gab. Ab dem Halbfinale am 19. Mai wurden sämtliche Begegnungen in Helsinki gespielt. Das Finale sowie das Spiel um Bronze waren auf den 20. Mai terminiert.
|  | Viertelfinale | Viertelfinale | Viertelfinale |  |  | Halbfinale | Halbfinale | Halbfinale |  |  | Finale           | Finale           | Finale           |
|  |               |               |               |  |  |            |            |            |  |  |                  |                  |                  |
|  | S1            | Russland      | 5             |  |  |            |            |            |  |  |                  |                  |                  |
|  | S4            | Norwegen      | 2             |  |  |            |            |            |  |  |                  |                  |                  |
|  |               |               |               |  |  | S1         | Russland   | 6          |  |  |                  |                  |                  |
|  |               |               |               |  |  | H3         | Finnland   | 2          |  |  |                  |                  |                  |
|  | H2            | USA           | 2             |  |  |            |            |            |  |  |                  |                  |                  |
|  | H3            | Finnland      | 3             |  |  |            |            |            |  |  |                  |                  |                  |
|  |               |               |               |  |  |            |            |            |  |  | S1               | Russland         | 6                |
|  |               |               |               |  |  |            |            |            |  |  | H4               | Slowakei         | 2                |
|  | S2            | Schweden      | 3             |  |  |            |            |            |  |  |                  |                  |                  |
|  | S3            | Tschechien    | 4             |  |  |            |            |            |  |  |                  |                  |                  |
|  |               |               |               |  |  | S3         | Tschechien | 1          |  |  |                  |                  |                  |
|  |               |               |               |  |  | H4         | Slowakei   | 3          |  |  | Spiel um Platz 3 | Spiel um Platz 3 | Spiel um Platz 3 |
|  | H1            | Kanada        | 3             |  |  |            |            |            |  |  | H3               | Finnland         | 2                |
|  | H4            | Slowakei      | 4             |  |  |            |            |            |  |  | S3               | Tschechien       | 3                |

#### Viertelfinale
In den Viertelfinalpaarungen setzten sich dreimal die Teams durch, die in der Vorrunde weniger Punkte auf dem Konto hatten als der Konkurrent. Während sich Finnland in den Schlusssekunden gegen die USA durchsetzte, schied der Co-Gastgeber Schweden in der Schlussphase gegen Tschechien aus. Ebenso überraschend war der Sieg der Slowakei über Turnierfavorit Kanada. Einzig Russland setzte sich standesgemäß gegen Norwegen durch und zog in die Runde der letzten Vier ein.
- Das erste Viertelfinale brachte gleich eine Überraschung mit sich, als die Slowakei gegen Kanada mit 4:3 gewinnen konnte. Die favorisierten Kanadier lagen gleich zu Beginn der Begegnung durch Treffer von Tomáš Kopecký und Miroslav Šatan mit 0:2 im Rückstand. Ein Treffer kurz vor dem Drittelende durch Evander Kane brachte die Ahornblätter aber wieder heran. Im zweiten Drittel drehten sich schließlich die Verhältnisse und Kanada ging durch Tore von Jeff Skinner und Alexandre Burrows verdient in Führung. Auch im Schlussabschnitt blieben die Kanadier spielbestimmend, verpassten allerdings die Entscheidung. So glichen die Slowaken noch einmal zum 3:3 aus und sorgten mit einem Powerplay-Treffer von Michal Handzuš zwei Minuten vor dem Spielende für die Überraschung.[5]
- Verstärkt durch Alexander Owetschkin und Alexander Sjomin zog Russland durch einen souveränen 5:2-Sieg über Norwegen ins Halbfinale ein. Die Russen gingen im ersten Drittel durch Owetschkin und Alexander Popow zweimal in Führung, doch Per-Åge Skrøder und Patrick Thoresen – direkt nach Wiederbeginn des zweiten Drittels – hielten die Partie zunächst offen. Erst im Schlussdrittel profitierte Russland durch seine spielerische Überlegenheit. Gleich zu Beginn des letzten Drittels schoss Alexei Jemelin die Sbornaja erneut in Führung. Diese bauten sie in den letzten zehn Minuten durch Tore von Nikolai Scherdew und Ilja Nikulin noch aus.[6]
- Äußerst eng und am Ende dramatisch verlief das dritte Viertelfinale, das der gastgebende Titelverteidiger Finnland mit einem Treffer neun Sekunden vor Ende der Partie mit 3:2 gewann. In der ersten halben Stunde der Begegnung neutralisierten sich beide Teams auf hohem und intensivem Niveau, ehe die Finnen durch Jesse Joensuu in Führung gingen. Die US-Amerikaner glichen jedoch nur 21 Sekunden später durch Kyle Palmieri aus. Zu Beginn des Schlussabschnitts erzielten die Vereinigten Staaten durch Bobby Ryan den Führungstreffer. Die Finnen erhöhten danach den Druck und kamen sieben Minuten vor dem Ende durch Mikko Koivu zum Ausgleich. Neun Sekunden vor dem Ende der Partie nutzte Joensuu schließlich die Chance zum Siegtreffer.[7][8]
- Ebenfalls einen engen Verlauf bot das letzte Viertelfinale zwischen Schweden und Tschechien, das die tschechische Auswahl in der Schlussminute zu ihren Gunsten entschied. Trotz eines guten Starts der Schweden mit der Führung durch Loui Eriksson drehte Tschechien die Begegnung noch im ersten Drittel durch Tore von Petr Nedvěd und Jiří Novotný. Im Mittelabschnitt erhöhte Martin Erat auf 3:1. Die Schweden fanden aber binnen 90 Sekunden in die Begegnung zurück, als Henrik Zetterberg noch vor der Drittelpause den Spielstand verkürzte und Jonathan Ericsson kurz danach den Ausgleichstreffer erzielte. In der Folge steckten die Tschechen den Ausgleich aber gut weg und kamen 29 Sekunden vor Spielende durch ein Tor von Milan Michálek zum Sieg. Schweden verpasste somit erstmals seit zwölf Jahren das Halbfinale.[8]

| 17. Mai 2012 12:00 Uhr | Kanada E. Kane (16:14) J. Skinner (26:30) A. Burrows (37:43) | 3:4 (1:2, 2:0, 0:2) Spielbericht | Slowakei T. Kopecký (5:57) M. Šatan (9:14) M. Bartovič (53:25) M. Handzuš (57:32) | Hartwall Areena, Helsinki Zuschauer: 11.568 |

| 17. Mai 2012 14:45 Uhr | Russland A. Owetschkin (7:26) A. Popow (14:09) A. Jemelin (40:55) N. Scherdew (50:43) I. Nikulin (54:52) | 5:2 (2:1, 0:1, 3:0) Spielbericht | Norwegen P.-Å. Skrøder (11:33) P. Thoresen (20:28) | Globen, Stockholm Zuschauer: 7.519 |

| 17. Mai 2012 17:30 Uhr | USA K. Palmieri (33:48) B. Ryan (41:39) | 2:3 (0:0, 1:1, 1:2) Spielbericht | Finnland J. Joensuu (33:27) M. Koivu (53:02) J. Joensuu (59:51) | Hartwall Areena, Helsinki Zuschauer: 12.426 |

| 17. Mai 2012 20:15 Uhr | Schweden L. Eriksson (7:10) H. Zetterberg (39:15) J. Ericsson (40:45) | 3:4 (1:2, 1:1, 1:1) Spielbericht | Tschechien P. Nedvěd (11:50) J. Novotný (16:56) M. Erat (30:27) M. Michálek (59:31) | Globen, Stockholm Zuschauer: 10.397 |

#### Halbfinale
In der Runde der letzten vier Teams waren die Europäer unter sich. Neben dem Titelverteidiger und Gastgeber Finnland qualifizierte sich auch der Weltranglisten-Erste Russland sowie die fünftplatzierten Tschechen und zehntplatzierten Slowaken. Im ersten Halbfinale entthronte das russische Team den Titelverteidiger Finnland. Im zweiten Halbfinale sorgte die Slowakei erneut für eine Überraschung und schaltete Tschechien aus.

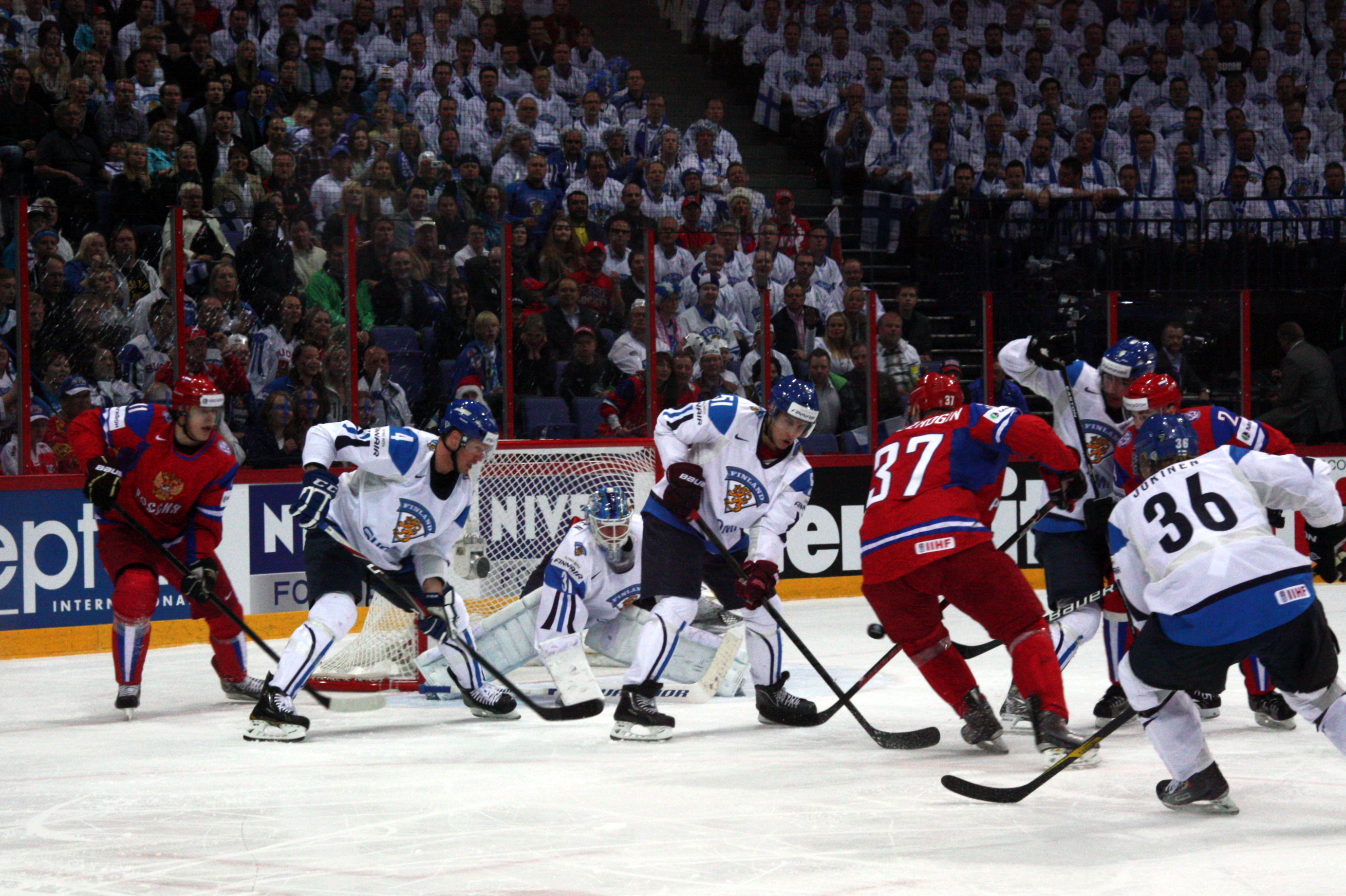
Spielszene aus dem Spiel Finnland gegen Russland

- In der Wiederauflage des letztjährigen WM-Halbfinales hatten dieses Mal die Russen das bessere Ende für sich und zogen in das Finale ein. Nachdem die gastgebenden Finnen gut begonnen hatten und die Sbornaja mit ihrem aggressiven Forechecking vor erhebliche Probleme gestellt hatten, folgte in der achten Spielminute die Führung durch einen abgefälschten Schlagschuss von Janne Niskala. Russland schaffte durch seinen Topscorer Jewgeni Malkin etwas überraschend den Ausgleich und ging durch einen Powerplay-Treffer von Malkin kurz vor der Drittelpause sogar in Führung. Nach der Pause kamen die Finnen mit viel Druck aus der Kabine, hatten aber keine Fortune im Abschluss. Dies nutzten die Russen durch weitere Treffer von Alexander Owetschkin und den Hattrick-Treffer von Malkin aus. Im Schlussabschnitt machte Russland durch das 5:1 von Denis Kokarew schnell alles klar und verwaltete den Vorsprung, den Sergei Schirokow gar auf 6:1 ausbaute. Letztlich endete das Spiel mit 6:2, da Mikael Granlund vier Minuten vor dem Ende noch einmal für den entthronten Weltmeister traf.
- Das „Bruderduell“ zwischen Tschechien und der Slowakei entschied die Slowakei zu ihren Gunsten, die damit für die nächste Überraschung sorgte. Beide Teams starteten verhalten und bedacht in die Partie, versuchten Fehler zu vermeiden. Durch die ähnliche Spielanlage neutralisierten sich die Mannschaften über weite Teile des ersten Drittels, allerdings gelang dem 37-jährigen Miroslav Šatan der Führungstreffer, bei dem der Puck dem tschechischen Torwart Jakub Kovář unter dem Beinschoner durchrutschte. Im zweiten Drittel erhöhten die Tschechen den Druck leicht und kamen durch Michael Frolík zum gerechten Ausgleich. Im Schlussdrittel profitierten die Slowaken schließlich von den Fehlern Tschechiens. In Unterzahl kam Šatan durch einen Konter zu seinem zweiten Spieltreffer, der nach 41 Minuten die erneute Führung für die Slowakei bedeutete. Tschechien wurde nun offensiver, musste durch einen Fehler im Spielaufbau aber das vorentscheidende Tor zum 1:3 durch Libor Hudáček hinnehmen.

| 19. Mai 2012 13:30 Uhr | Russland J. Malkin (15:33) J. Malkin (19:06) A. Owetschkin (29:47) J. Malkin (37:46) D. Kokarew (41:05) S. Schirokow (48:41) | 6:2 (2:1, 2:0, 2:1) Spielbericht | Finnland J. Niskala (7:28) M. Granlund (56:04) | Hartwall Areena, Helsinki Zuschauer: 13.239 |

| 19. Mai 2012 17:30 Uhr | Tschechien M. Frolík (30:45) | 1:3 (0:1, 1:0, 0:2) Spielbericht | Slowakei M. Šatan (15:52) M. Šatan (40:56) L. Hudáček (44:23) | Hartwall Areena, Helsinki Zuschauer: 12.355 |

#### Spiel um Platz 3
Im Spiel um den dritten Platz verteidigte der letztjährige Dritte und Weltmeister von 2010, Tschechien, seinen Rang aus dem Vorjahr und ließ den Gastgeber und entthronten Weltmeister Finnland die Heim-Weltmeisterschaft ohne Medaillengewinn abschließen.
Die Tschechen legten den Grundstein für den Medaillengewinn bereits im ersten Drittel. Beide Teams gingen offensiv in die Partie, in der Petr Průcha in der 13. Spielminute die Führung für Tschechien im Powerplay erzielte. Die Finnen kamen in Person von Mika Pyörälä zwar nach 17 Minuten zum Ausgleich doch Jiří Novotný im Gegenzug, sowie David Krejčí kurz vor der Drittelpause sorgten für einen zunächst komfortablen Zwei-Tore-Vorsprung Tschechiens. Im Mitteldrittel neutralisierten sich beide Mannschaften über weite Strecken, so dass die Tschechen ihre Führung problemlos verwalten konnten. Der Schlussabschnitt gehörte mit einem Schussverhältnis von 14:1 klar dem WM-Gastgeberland. Insbesondere durch die vielen Zeitstrafen der Tschechen entwickelten die Finnen viel Druck, kamen aber erst nach 49 Minuten zum Anschlusstreffer durch Jussi Jokinen. Aus einem weiteren Überzahlspiel konnte Finnland kein weiteres Kapital schlagen, sodass Tschechien am Ende mit einem 3:2-Sieg die Bronzemedaille gewann.
| 20. Mai 2012 15:00 Uhr | Finnland M. Pyörälä (16:53) J. Jokinen (49:01) | 2:3 (1:3, 0:0, 1:0) Spielbericht | Tschechien P. Průcha (12:17) J. Novotný (17:22) D. Krejčí (19:07) | Hartwall Areena, Helsinki Zuschauer: 12.879 |

#### Finale
Die Ausgangssituation vor dem Finale spiegelte die klassische Ausgangssituation zwischen Favorit und Außenseiter wider. Während die Russen das Finale mit neun Siegen in Folge ungeschlagen erreicht hatten, war die Slowakei mit überraschenden Siegen über Kanada und Tschechien ins Finale gelangt.
Die Slowakei ging nach 66 Sekunden durch einen Schlagschuss ihres Mannschaftskapitäns Zdeno Chára in Führung. Russland brauchte einige Zeit, um den frühen Rückschlag zu verarbeiten, kam aber nach zehn Minuten durch Alexander Sjomin zum Ausgleich. Da beide Teams aus einer kontrollierten Defensive agierten, fielen im ersten Drittel keine weiteren Treffer. Im zweiten Durchgang untermauerte der Favorit schließlich seine Stellung. Alexander Pereschogin, der den Puck über die Torlinie stocherte, und Alexei Tereschtschenko nach einem Fehler im slowakischen Aufbauspiel brachten die Sbornaja im Verlauf des Drittels mit 3:1 in Führung. Sjomin baute den Vorsprung wenig später auf 4:1 aus, nachdem ein erneuter Fehler der Slowaken vorausgegangen war. Im Schlussabschnitt machten die Russen frühzeitig alles klar, als Pawel Dazjuk das 5:1 erzielte. Chára betrieb nach 50 Minuten mit seinem zweiten Treffer zwar noch etwas Ergebniskosmetik für die Slowakei, doch Turnier-Topscorer Jewgeni Malkin sorgte zwei Minuten vor dem Spielende mit seinem elften Turniertreffer für den 6:2-Endstand.
Der Titelgewinn der Russen war der 26. für das Land insgesamt und der vierte nach dem Zerfall der Sowjetunion. Nach den Siegen bei den Weltmeisterschaften der Jahre 2008 und 2009 gewann Russland somit drei der letzten fünf Weltmeisterschaftsturniere.  Dies war zuletzt Kanada zwischen den Jahren 2003 und 2007 gelungen.
| 20. Mai 2012 19:30 Uhr | Russland A. Sjomin (9:57) A. Pereschogin (26:10) A. Tereschtschenko (33:31) A. Sjomin (35:22) P. Dazjuk (43:55) J. Malkin (58:02) | 6:2 (1:1, 3:0, 2:1) Spielbericht | Slowakei Z. Chára (1:06) Z. Chára (49:37) | Hartwall Areena, Helsinki Zuschauer: 13.242 |

### Statistik

#### Beste Scorer
Abkürzungen: Sp = Spiele, T = Tore, V = Assists, Pkt = Punkte, +/− = Plus/Minus, SM = Strafminuten; Fett: Turnierbestwert
| Spieler           | Mannschaft | Sp | T  | V  | Pkt | +/− | SM |
| ----------------- | ---------- | -- | -- | -- | --- | --- | -- |
| Jewgeni Malkin    | Russland   | 10 | 11 | 8  | 19  | +16 | 4  |
| Patrick Thoresen  | Norwegen   | 8  | 7  | 11 | 18  | +6  | 4  |
| Henrik Zetterberg | Schweden   | 8  | 3  | 12 | 15  | +6  | 4  |
| Loui Eriksson     | Schweden   | 8  | 5  | 8  | 13  | +7  | 2  |
| Per-Åge Skrøder   | Norwegen   | 8  | 5  | 7  | 12  | +7  | 2  |
| Alexander Popow   | Russland   | 10 | 4  | 8  | 12  | +15 | 2  |
| Max Pacioretty    | USA        | 8  | 2  | 10 | 12  | +5  | 4  |
| Mikko Koivu       | Finnland   | 10 | 3  | 8  | 11  | ±0  | 4  |
| Duncan Keith      | Kanada     | 8  | 1  | 10 | 11  | +7  | 0  |
| Valtteri Filppula | Finnland   | 10 | 4  | 6  | 10  | +1  | 6  |

#### Beste Torhüter
Abkürzungen: Sp = Spiele, Min = Eiszeit (in Minuten), GT = Gegentore, SO = Shutouts, Sv% = gehaltene Schüsse (in %), GTS = Gegentorschnitt; Fett: Turnierbestwert
| Spieler         | Mannschaft | Sp | Min    | GT | SO | Sv%   | GTS  |
| --------------- | ---------- | -- | ------ | -- | -- | ----- | ---- |
| Semjon Warlamow | Russland   | 8  | 440:00 | 13 | 1  | 93,93 | 1,77 |
| Jakub Štěpánek  | Tschechien | 5  | 242:07 | 6  | 1  | 93,88 | 1,49 |
| Jakub Kovář     | Tschechien | 6  | 351:14 | 12 | 1  | 92,77 | 2,05 |
| Ján Laco        | Slowakei   | 9  | 524:10 | 19 | 1  | 92,40 | 2,17 |
| Wital Kowal     | Belarus    | 5  | 266:26 | 13 | 0  | 92,02 | 2,93 |

### Abschlussplatzierungen
Die Platzierungen ergaben sich nach folgenden Kriterien:
- Plätze 1 bis 4: Ergebnisse im Finale sowie im Spiel um Platz 3
- Plätze 5 bis 8 (Verlierer der Viertelfinalpartien): nach Platzierung, dann Punkten, dann Tordifferenz in der Vorrunde
- Plätze 9 bis 16 (Vorrunde): nach Platzierung, dann Punkten, dann Tordifferenz in der Vorrunde

| Pl. | Team        |
| --- | ----------- |
| 1   | Russland    |
| 2   | Slowakei    |
| 3   | Tschechien  |
| 4   | Finnland    |
| 5   | Kanada      |
| 6   | Schweden    |
| 7   | USA         |
| 8   | Norwegen    |
| 9   | Frankreich  |
| 10  | Lettland    |
| 11  | Schweiz     |
| 12  | Deutschland |
| 13  | Dänemark    |
| 14  | Belarus     |
| 15  | Italien     |
| 16  | Kasachstan  |

### Titel, Auf- und Abstieg
| Weltmeister Russland | Konstantin Barulin, Jewgeni Birjukow, Michail Birjukow, Pawel Dazjuk, Denis Denissow, Alexei Jemelin, Dmitri Kalinin, Jewgeni Ketow, Denis Kokarew, Nikolai Kuljomin, Jewgeni Kusnezow, Jewgeni Malkin, Jewgeni Medwedew, Nikita Nikitin, Ilja Nikulin, Alexander Owetschkin, Alexander Pereschogin, Alexander Popow, Jewgeni Rjassenski, Sergei Schirokow, Alexander Sjomin, Alexander Switow, Alexei Tereschtschenko, Semjon Warlamow, Nikolai Scherdew Cheftrainer: Sinetula Biljaletdinow Assistenztrainer: Dmitri Juschkewitsch, Wladimir Myschkin, Igor Nikitin |

| Silber Slowakei | Ivan Baranka, Milan Bartovič, Mário Bližňák, Zdeno Chára, Dominik Graňák, Peter Hamerlík, Michal Handzuš, Marcel Haščák, Marcel Hossa, Marek Hovorka, Július Hudáček, Libor Hudáček, Tomáš Kopecký, Kristián Kudroč, Ján Laco, Michel Miklík, Juraj Mikúš, Branko Radivojevič, Miroslav Šatan, Andrej Sekera, Michal Sersen, Tomáš Starosta, Tomáš Surový, Tomáš Tatar, René Vydarený Cheftrainer: Vladimír Vůjtek Assistenztrainer: Jerguš Bača |

| Bronze Tschechien | Miroslav Blaťák, Petr Čáslava, Martin Erat, Michael Frolík, Aleš Hemský, Lukáš Kašpar, Petr Koukal, Jakub Kovář, Lukáš Krajíček, David Krejčí, Jakub Krejčík, Zdeněk Kutlák, Milan Michálek, Tomáš Mojžíš, Petr Mrázek, Jakub Nakládal, Petr Nedvěd, Ondřej Němec, Jiří Novotný, Jakub Petružálek, Tomáš Plekanec, Petr Průcha, Jakub Štěpánek, Petr Tenkrát, Michal Vondrka Cheftrainer: Alois Hadamczik Assistenztrainer: Josef Paleček |

| Absteiger in die Division IA:   | Italien, Kasachstan   |
| Aufsteiger in die Top-Division: | Österreich, Slowenien |

### Auszeichnungen
Spielertrophäen
| Auszeichnung         | Spieler        | Team     |
| -------------------- | -------------- | -------- |
| Wertvollster Spieler | Jewgeni Malkin | Russland |
| Bester Torhüter      | Ján Laco       | Slowakei |
| Bester Verteidiger   | Zdeno Chára    | Slowakei |
| Bester Stürmer       | Jewgeni Malkin | Russland |

All-Star-Team
| Angriff:      | Jewgeni Malkin – Patrick Thoresen – Henrik Zetterberg |
| Verteidigung: | Zdeno Chára – Ilja Nikulin                            |
| Tor:          | Ján Laco                                              |

## Division I

### Gruppe A in Ljubljana, Slowenien
Das Turnier der Gruppe A wurde vom 15. bis 21. April 2012 in der slowenischen Hauptstadt Ljubljana ausgetragen. Die Spiele fanden in der 10.000 Zuschauer fassenden Arena Stožice statt. Insgesamt besuchten 61.551 Zuschauer die 15 Turnierspiele.
Mit einer makellosen Bilanz von fünf Siegen in fünf Spielen schaffte Gastgeber und Vorjahresabsteiger Slowenien den direkten Wiederaufstieg in die Top-Division. Ebenso gelang den Österreichern ebenfalls das Kunststück zurück in die Top-Division zu gelangen. Bereits vor dem abschließenden letzten Spieltag mit dem direkten Duell gegeneinander waren beide Teams nicht mehr von Platz 1 und 2 zu verdrängen. Somit ging es lediglich um den Turniersieg, den sich die Slowenen durch einen Sieg sicherten. Den dritten Rang belegte Ungarn mit deutlichem Rückstand. Den Abstieg in die Division IB musste die Ukraine hinnehmen, der auch ein abschließender Sieg im Penaltyschießen gegen Japan nichts nutzte.
| 15. April 2012 13:00 Uhr | Japan S. Yanadori (57:49) | 1:5 (0:2, 0:2, 1:1) Spielbericht | Ungarn B. Magosi (5:39) A. Horváth (12:02) I. Sofron (33:18) C. Kovács (39:13) Á. Mihály (55:13) | Arena Stožice, Ljubljana Zuschauer: 1.652 |

| 15. April 2012 16:30 Uhr | Ukraine O. Tymtschenko (13:07) O. Pobjedonoszew (32:20) O. Tymtschenko (34:36) O. Tymtschenko (57:02) | 4:5 (1:1, 2:4, 1:0) Spielbericht | Österreich M. Geier (3:01) M. Latusa (20:47) J. Kirisits (21:36) D. Welser (22:24) T. Koch (29:18) | Arena Stožice, Ljubljana Zuschauer: 1.419 |

| 15. April 2012 20:00 Uhr | Großbritannien C. Shields (6:31) C. Peacock (21:15) | 2:3 (1:2, 1:0, 0:1) Spielbericht | Slowenien Ž. Jeglič (3:35) D. Rodman (12:35) T. Razingar (56:01) | Arena Stožice, Ljubljana Zuschauer: 9.861 |

| 16. April 2012 13:00 Uhr | Ungarn N. Galanisz (10:04) L. Sikorcin (11:35) J. Vas (58:46) | 3:1 (2:0, 0:0, 1:1) Spielbericht | Ukraine O. Pobjedonoszew (43:43) | Arena Stožice, Ljubljana Zuschauer: 1.020 |

| 16. April 2012 16:30 Uhr | Österreich T. Hundertpfund (7:48) G. Baumgartner (9:12) M. Latusa (9:37) G. Baumgartner (21:27) M. Trattnig (34:38) M. Latusa (43:34) R. Herburger (52:56) | 7:3 (3:0, 2:2, 2:1) Spielbericht | Großbritannien C. Shields (33:03) C. Shields (38:23) C. Neilson (50:27) | Arena Stožice, Ljubljana Zuschauer: 986 |

| 16. April 2012 20:00 Uhr | Slowenien M. Robar (11:03) D. Rodman (27:24) A. Kranjc (58:40) T. Razingar (59:49) | 4:2 (1:0, 1:1, 2:1) Spielbericht | Japan R. Tanaka (34:57) T. Yamashita (47:23) | Arena Stožice, Ljubljana Zuschauer: 8.070 |

| 18. April 2012 13:00 Uhr | Ukraine O. Pobjedonoszew (13:29) S. Klymentjew (35:07) O. Pobjedonoszew (35:51) | 3:4 n. V. (1:0, 2:3, 0:0, 0:1) Spielbericht | Großbritannien R. Dowd (23:05) M. Myers (30:46) R. Dowd (32:53) R. Dowd (61:46) | Arena Stožice, Ljubljana Zuschauer: 360 |

| 18. April 2012 16:30 Uhr | Österreich M. Altmann (11:52) S. Ulmer (29:13) M. Trattnig (47:20) | 3:4 n. P. (1:0, 1:2, 1:1, 0:0, 0:1) Spielbericht | Japan S. Kuji (25:25) S. Kuji (36:47) S. Kuji (48:33) G. Tanaka (PS) | Arena Stožice, Ljubljana Zuschauer: 640 |

| 18. April 2012 20:00 Uhr | Slowenien R. Sabolič (2:55) B. Gregorc (26:13) D. Rodman (27:09) R. Tičar (47:27) | 4:1 (1:0, 2:0, 1:1) Spielbericht | Ungarn M. Vas (50:25) | Arena Stožice, Ljubljana Zuschauer: 9.563 |

| 19. April 2012 13:00 Uhr | Großbritannien | 0:5 (0:2, 0:2, 0:1) Spielbericht | Japan H. Ueno (9:10) H. Ueno (13:02) M. Kawashima (31:34) S. Yanadori (33:48) T. Yamashita (48:50) | Arena Stožice, Ljubljana Zuschauer: 680 |

| 19. April 2012 16:30 Uhr | Ungarn N. Galanisz (4:50) M. Vas (10:47) | 2:7 (2:1, 0:2, 0:4) Spielbericht | Österreich S. Geier (6:27) G. Unterluggauer (22:58) M. Latusa (38:49) P. Harand (43:26) G. Unterluggauer (51:58) M. Latusa (53:38) G. Baumgartner (55:36) | Arena Stožice, Ljubljana Zuschauer: 4.250 |

| 19. April 2012 20:00 Uhr | Slowenien R. Sabolič (21:53) R. Tičar (29:13) R. Tičar (44:25) | 3:2 (0:1, 2:1, 1:0) Spielbericht | Ukraine A. Michnow (12:45) O. Schafarenko (24:25) | Arena Stožice, Ljubljana Zuschauer: 9.450 |

| 21. April 2012 13:00 Uhr | Japan R. Tanaka (47:16) | 1:2 n. P. (0:1, 0:0, 1:0, 0:0, 0:1) Spielbericht | Ukraine J. Nawarenko (8:48) A. Bondarew (PS) | Arena Stožice, Ljubljana Zuschauer: 640 |

| 21. April 2012 16:30 Uhr | Ungarn M. Vas (3:05) C. Kovács (6:54) I. Sofron (21:40) Á. Mihály (36:25) | 4:5 (2:2, 2:2, 0:1) Spielbericht | Großbritannien J. Phillips (1:53) R. Dowd (17:43) O. Fussey (34:02) D. Clarke (39:44) R. Dowd (48:29) | Arena Stožice, Ljubljana Zuschauer: 2.460 |

| 21. April 2012 20:00 Uhr | Österreich G. Unterluggauer (25:46) T. Raffl (28:09) | 2:3 (0:0, 2:3, 0:0) Spielbericht | Slowenien A. Hebar (24:07) M. Rodman (26:08) A. Kranjc (37:10) | Arena Stožice, Ljubljana Zuschauer: 10.500 |

| Pl. |                | Sp | S | OTS | OTN | N | Tore  | Punkte |
| 1.  | Slowenien      | 5  | 5 | 0   | 0   | 0 | 17:09 | 15     |
| 2.  | Österreich     | 5  | 3 | 0   | 1   | 1 | 24:16 | 10     |
| 3.  | Ungarn         | 5  | 2 | 0   | 0   | 3 | 15:18 | 6      |
| 4.  | Japan          | 5  | 1 | 1   | 1   | 2 | 13:14 | 6      |
| 5.  | Großbritannien | 5  | 1 | 1   | 0   | 3 | 14:22 | 5      |
| 6.  | Ukraine        | 5  | 0 | 1   | 1   | 3 | 12:16 | 3      |

Abkürzungen: Pl. = Platz, Sp = Spiele, S = Siege, OTS = Siege nach Verlängerung (Overtime) oder Penaltyschießen, OTN = Niederlagen nach Verlängerung oder Penaltyschießen, N = Niederlagen

Erläuterungen: Aufsteiger in die Top-Division, Absteiger in die Division IB

#### Division-IA-Aufstiegsmannschaften
| Division-IA-Aufsteiger Slowenien  | Damjan Dervarič, Boštjan Goličič, Blaž Gregorc, Andrej Hebar, Andrej Hočevar, Matej Hočevar, Žiga Jeglič, Sabahudin Kovačevič, Aleš Kranjc, Robert Kristan, Aleš Mušič, Rok Pajič, Erik Pance, Žiga Pance, Žiga Pavlin, Tomaž Razingar, Mitja Robar, David Rodman, Marcel Rodman, Robert Sabolič, Andrej Tavželj, Rok Tičar Trainer: Matjaž Kopitar                                                                  |
| Division-IA-Aufsteiger Österreich | Mario Altmann, Gregor Baumgartner, Manuel Geier, Stefan Geier, Michael Grabner, Patrick Harand, Dominique Heinrich, Raphael Herburger, Thomas Hundertpfund, Johannes Kirisits, Thomas Koch, Manuel Latusa, Daniel Oberkofler, Thomas Raffl, Johannes Reichel, Martin Schumnig, Bernhard Starkbaum, Matthias Trattnig, Stefan Ulmer, Gerhard Unterluggauer, Fabian Weinhandl, Daniel Welser Trainer: Emanuel Viveiros |

### Gruppe B in Krynica-Zdrój, Polen
Das Turnier der Gruppe B wurde vom 15. bis 21. April 2012 im polnischen Kurort Krynica-Zdrój ausgetragen. Die Spiele fanden in der 3.000 Zuschauer fassenden Hala widowiskowo-sportowa statt. Insgesamt besuchten 13.415 Zuschauer die 15 Turnierspiele.
Durch einen Sieg im abschließenden Turnierspiel über die gastgebenden Polen sicherte sich die südkoreanische Nationalmannschaft den Aufstieg in Division IA. Die Südkoreaner waren bereits im vergangenen Jahr sportlich für die Division IA qualifiziert gewesen, hatten ihren Platz aber aufgrund eines IIHF-Beschlusses an das japanische Team abgeben müssen. Bis zum letzten Spieltag hatte Polen das Turnier souverän kontrolliert und einen Punkt vor Südkorea gelegen, die in der Partie gegen die Niederlande einen Punkt abgegeben hatten. Den Weg in die Division IIA mussten die erst im Vorjahr aufgestiegenen Australier antreten. Sie verloren die entscheidenden Duelle gegen Litauen und Rumänien knapp.
| 15. April 2012 13:00 Uhr | Australien T. Powell (10:10) T. Powell (15:05) J. Harding (19:23) L. Webster (24:43) | 4:8 (3:3, 1:1, 0:4) Spielbericht | Südkorea Kim H. (3:37) Lee Y.-w. (5:01) Kim W.-j. (19:00) Lee Y.-j. (32:29) Park W.-s. (44:05) Kim K.-s. (55:47) Kim G.-h. (57:18) Kim S.-w. (59:58) | Hala widowiskowo-sportowa, Krynica-Zdrój Zuschauer: 450 |

| 15. April 2012 16:30 Uhr | Rumänien R. Gliga (27:53) | 1:4 (0:0, 1:3, 0:1) Spielbericht | Niederlande I. van den Heuvel (34:21) D. Hagemeijer (35:23) D. Hagemeijer (38:31) M. Kars (56:55) | Hala widowiskowo-sportowa, Krynica-Zdrój Zuschauer: 250 |

| 15. April 2012 20:00 Uhr | Litauen | 0:9 (0:2, 0:4, 0:3) Spielbericht | Polen P. Sarnik (10:11) K. Dziubiński (11:55) L. Laszkiewicz (20:31) M. Kolusz (24:42) M. Csorich (33:15) M. Łopuski (39:13) G. Pasiut (46:44) K. Dziubiński (47:27) P. Dronia (55:53) | Hala widowiskowo-sportowa, Krynica-Zdrój Zuschauer: 3.000 |

| 16. April 2012 13:00 Uhr | Niederlande K. Bruijsten (18:04) M. Dalhuisen (26:56) M. Kars (28:29) M. Postma (34:28) D. Hagemeijer (47:57) K. Bruijsten (51:45) | 6:2 (1:1, 3:1, 2:0) Spielbericht | Australien N. Walker (0:37) L. Webster (37:53) | Hala widowiskowo-sportowa, Krynica-Zdrój Zuschauer: 150 |

| 16. April 2012 16:30 Uhr | Südkorea Kim G.-h (12:52) Kim W.-j. (17:23) Park W.-s. (19:47) | 3:0 (3:0, 0:0, 0:0) Spielbericht | Litauen | Hala widowiskowo-sportowa, Krynica-Zdrój Zuschauer: 100 |

| 16. April 2012 20:00 Uhr | Polen M. Łopuski (1:07) K. Zapała (16:15) D. Słaboń (19:49) M. Łopuski (26:40) L. Laszkiewicz (32:17) D. Słaboń (38:59) J. Rzeszutko (47:01) L. Laszkiewicz (47:52) K. Dziubiński (52:55) K. Dziubiński (58:58) | 10:0 (3:0, 3:0, 4:0) Spielbericht | Rumänien | Hala widowiskowo-sportowa, Krynica-Zdrój Zuschauer: 1.500 |

| 18. April 2012 13:00 Uhr | Südkorea Lee Y.-j. (11:16) Ahn H.-m. (13:04) Kim H. (16:02) Lee Y.-w. (29:21) Kim H.-j. (45:34) Lee Y.-w. (55:38) | 6:1 (3:0, 1:0, 2:1) Spielbericht | Rumänien Z. Molnár (59:56) | Hala widowiskowo-sportowa, Krynica-Zdrój Zuschauer: 150 |

| 18. April 2012 16:30 Uhr | Australien M. Schlamp (23:30) T. Graham (39:59) | 2:3 (0:2, 2:1, 0:0) Spielbericht | Litauen P. Rulevičius (4:49) N. Ališauskas (8:52) N. Ališauskas (28:38) | Hala widowiskowo-sportowa, Krynica-Zdrój Zuschauer: 170 |

| 18. April 2012 20:00 Uhr | Polen L. Laszkiewicz (8:01) M. Kolusz (8:18) M. Łopuski (30:12) M. Kolusz (48:08) J. Rzeszutko (55:42) | 5:1 (2:0, 1:0, 2:1) Spielbericht | Niederlande M. Dalhuisen (53:41) | Hala widowiskowo-sportowa, Krynica-Zdrój Zuschauer: 1.900 |

| 19. April 2012 13:00 Uhr | Litauen N. Ališauskas (11:50) A. Bendžius (12:51) M. Kieras (17:23) D. Pliskauskas (39:41) D. Pliskauskas (41:03) | 5:6 (3:1, 1:2, 1:3) Spielbericht | Rumänien A. Góga (6:12) J. Pyssarenko (25:57) O. Biró (33:25) E. Mihály (56:14) I. Nagy (56:28) I. Nagy (58:13) | Hala widowiskowo-sportowa, Krynica-Zdrój Zuschauer: 140 |

| 19. April 2012 16:30 Uhr | Niederlande M. Bruijsten (5:09) T. Demelinne (43:30) T. Demelinne (51:03) | 3:4 n. V. (1:2, 0:1, 2:0, 0:1) Spielbericht | Südkorea Lee Y.-j. (13:48) Kim K.-s. (19:19) Kim G.-h. (32:47) Kim W.-j. (63:39) | Hala widowiskowo-sportowa, Krynica-Zdrój Zuschauer: 85 |

| 19. April 2012 20:00 Uhr | Polen J. Rzeszutko (14:33) J. Witecki (35:18) M. Kolusz (37:49) P. Dronia (38:44) D. Słaboń (44:23) | 5:3 (1:0, 3:2, 1:1) Spielbericht | Australien N. Walker (20:27) S. Stephenson (38:59) T. Stephenson (59:42) | Hala widowiskowo-sportowa, Krynica-Zdrój Zuschauer: 2.000 |

| 21. April 2012 13:00 Uhr | Niederlande J.-J. Natte (16:39) D. Hagemeijer (18:23) T. Demelinne (32:22) D. Hagemeijer (44:01) L. Houkes (44:59) M. Postma (46:50) I. van den Heuvel (52:02) | 7:1 (2:0, 1:1, 4:0) Spielbericht | Litauen D. Bogdziul (27:22) | Hala widowiskowo-sportowa, Krynica-Zdrój Zuschauer: 70 |

| 21. April 2012 16:30 Uhr | Rumänien S. Szőcs (1:54) S. Szőcs (13:32) J. Pyssarenko (38:22) L. Zsók (51:25) A. Góga (52:00) | 5:3 (2:2, 1:0, 2:1) Spielbericht | Australien S. Stephenson (9:25) T. Stephenson (18:35) S. Stephenson (51:45) | Hala widowiskowo-sportowa, Krynica-Zdrój Zuschauer: 250 |

| 21. April 2012 20:00 Uhr | Südkorea Kim W.-j. (17:42) Shin S.-w. (25:52) Kim H.-j. (51:39) | 3:2 (1:2, 1:0, 1:0) Spielbericht | Polen J. Gabryś (7:23) P. Sarnik (13:08) | Hala widowiskowo-sportowa, Krynica-Zdrój Zuschauer: 3.200 |

| Pl. |             | Sp | S | OTS | OTN | N | Tore  | Punkte |
| 1.  | Südkorea    | 5  | 4 | 1   | 0   | 0 | 24:10 | 14     |
| 2.  | Polen       | 5  | 4 | 0   | 0   | 1 | 31:07 | 12     |
| 3.  | Niederlande | 5  | 3 | 0   | 1   | 1 | 21:13 | 10     |
| 4.  | Rumänien    | 5  | 2 | 0   | 0   | 3 | 13:28 | 6      |
| 5.  | Litauen     | 5  | 1 | 0   | 0   | 4 | 09:27 | 3      |
| 6.  | Australien  | 5  | 0 | 0   | 0   | 5 | 14:27 | 0      |

Abkürzungen: Pl. = Platz, Sp = Spiele, S = Siege, OTS = Siege nach Verlängerung (Overtime) oder Penaltyschießen, OTN = Niederlagen nach Verlängerung oder Penaltyschießen, N = Niederlagen

Erläuterungen: Aufsteiger in die Division IA, Absteiger in die Division IIA

#### Division-IB-Siegermannschaft
| Division-IB-Aufsteiger Südkorea | Ahn Hyun-min, Cho Min-ho, Eum Hyun-seung, Jung Byung-cheon, Kim Dong-hwan, Kim Geun-ho, Kim Hyeok, Kim Hyun-soo, Kim Hyung-joon, Kim Ki-sung, Kim Sang-wook, Kim Won-jung, Kim Woo-young, Kim Yoon-hwan, Lee Don-ku, Lee Seung-yup, Lee Yong-jun, Lee Yu-won, Oh Hyon-ho, Park Sung-je, Park Woo-sang, Shin Sang-woo Trainer: Byun Sun-wook |

### Auf- und Abstieg
| Absteiger in die Division IA:   | Italien, Kasachstan   |
| Aufsteiger in die Top-Division: | Österreich, Slowenien |
| Absteiger in die Division IB:   | Ukraine               |
| Aufsteiger in die Division IA:  | Südkorea              |
| Absteiger in die Division IIA:  | Australien            |
| Aufsteiger in die Division IB:  | Estland               |

## Division II

### Gruppe A in Reykjavík, Island
Das Turnier der Gruppe A wurde vom 12. bis 18. April 2012 in der isländischen Hauptstadt Reykjavík ausgetragen. Die Spiele fanden in der 1.000 Zuschauer fassenden Skautahöllin í Laugardal statt. Insgesamt besuchten 5.708 Zuschauer die 15 Turnierspiele.
Das Turnier gewann die estnische Nationalmannschaft mit fünf Siegen aus fünf Spielen und schaffte somit die unmittelbare Rückkehr in die Division IB. Im entscheidenden letzten Gruppenspiel setzten sich die Balten gegen den letztjährigen Mitabsteiger Spanien durch. Den Abstieg musste das Team aus Neuseeland antreten, das den Wettbewerb mit 0 Punkten abschloss.
| 12. April 2012 15:00 Uhr | Kroatien K. MacAulay (27:02) A. Sertich (54:04) | 2:3 (0:0, 1:1, 1:2) Spielbericht | Spanien P. González (37:24) P. Muñoz (56:09) J. Muñoz (59:57) | Skautahöllin í Laugardal, Reykjavík Zuschauer: 184 |

| 12. April 2012 18:30 Uhr | Estland R. Rooba (8:27) A. Sibirtsev (27:43) M. Ivanov (32:24) V. Titarenko (32:53) M. Ivanov (40:31) | 5:2 (1:2, 3:0, 1:0) Spielbericht | Serbien M. Kovačević (11:07) N. Bibić (17:20) | Skautahöllin í Laugardal, Reykjavík Zuschauer: 208 |

| 12. April 2012 22:00 Uhr | Island R. Hedström (12:21) R. Hedström (39:10) J. Magnússon (41:22) R. Hedström (59:15) | 4:0 (1:0, 1:0, 2:0) Spielbericht | Neuseeland | Skautahöllin í Laugardal, Reykjavík Zuschauer: 522 |

| 13. April 2012 15:00 Uhr | Estland R. Rooba (5:06) A. Sibirtsev (18:01) R. Andrejev (58:05) | 3:2 (2:0, 0:1, 1:1) Spielbericht | Kroatien J. Prpic (30:00) I. Lazić (50:23) | Skautahöllin í Laugardal, Reykjavík Zuschauer: 112 |

| 13. April 2012 18:30 Uhr | Spanien A. Vea (9:17) J. Gavilánes (28:53) G. Betrán (29:30) D. Pérez (31:46) S. Barnola (34:46) J. Muñoz (42:02) D. Coscojuela (50:17) | 7:0 (1:0, 4:0, 2:0) Spielbericht | Neuseeland | Skautahöllin í Laugardal, Reykjavík Zuschauer: 157 |

| 13. April 2012 22:00 Uhr | Serbien P. Popravka (2:02) N. Janković (6:20) N. Janković (49:18) | 3:5 (2:2, 0:3, 1:0) Spielbericht | Island B. Árnason (8:06) P. Maack (16:42) E. Alengård (31:07) A. Mikaelsson (35:13) J. Gíslason (39:52) | Skautahöllin í Laugardal, Reykjavík Zuschauer: 850 |

| 15. April 2012 15:00 Uhr | Spanien A. Pedraz (12:45) P. Puyuelo (25:19) A. Pedraz (54:34) P. Muñoz (58:56) | 4:2 (1:2, 1:0, 2:0) Spielbericht | Serbien M. Milovanović (13:56) B. Gabrić (18:36) | Skautahöllin í Laugardal, Reykjavík Zuschauer: 150 |

| 15. April 2012 18:30 Uhr | Kroatien J. Pripic (17:06) K. MacAulay (18:35) M. Novak (19:49) A. Sertich (22:59) A. Sertich (27:13) B. Rendulić (30:39) M. Novak (37:13) A. Sertich (43:14) M. Blagus (46:54) B. Rendulić (52:00) I. Šijan (52:19) B. Rendulić (56:40) | 12:3 (3:0, 4:1, 5:2) Spielbericht | Neuseeland J. Hay (24:04) J. Hay (41:19) C. Harrison (43:50) | Skautahöllin í Laugardal, Reykjavík Zuschauer: 124 |

| 15. April 2012 22:00 Uhr | Estland K. Kaljuste (5:27) A. Petrov (14:36) V. Titarenko (22:27) A. Petrov (25:17) K. Kaljuste (35:44) A. Sibirtsev (45:03) M. Ivanov (52:03) | 7:2 (2:1, 3:0, 2:1) Spielbericht | Island R. Hedström (12:23) E. Alengård (48:40) | Skautahöllin í Laugardal, Reykjavík Zuschauer: 1.160 |

| 17. April 2012 15:00 Uhr | Neuseeland A. Cox (31:37) A. Cox (34:56) | 2:19 (0:8, 2:6, 0:5) Spielbericht | Estland R. Andrejev (4:48) K. Kaljuste (5:12) S. Ivanov (5:43) M. Semjonov (14:12) S. Novikov (15:21) S. Ivanov (16:59) V. Titarenko (18:59) M. Võrang (19:39) K. Kaljuste (22:16) M. Semjonov (27:32) A. Sibirtsev (32:56) M. Võrang (34:22) A. Petrov (34:39) I. Savvov (38:27) R. Rooba (41:01) A. Petrov (48:00) A. Sibirtsev (41:23) D. Rodin (48:42) A. Petrov (59:26) | Skautahöllin í Laugardal, Reykjavík Zuschauer: 95 |

| 17. April 2012 18:30 Uhr | Serbien M. Babić (12:40) N. Vučurević (41:09) R. Sabadoš (56:35) | 3:6 (1:2, 0:2, 2:2) Spielbericht | Kroatien J. Prpic (3:07) F. Oreščanin (5:09) A. Sertich (25:24) I. Lazić (39:03) C. Powers (50:06) A. Sertich (54:57) | Skautahöllin í Laugardal, Reykjavík Zuschauer: 134 |

| 17. April 2012 22:00 Uhr | Island | 0:4 (0:2, 0:1, 0:1) Spielbericht | Spanien A. Pedraz (5:02) J. Brabo (13:44) P. Muñoz (29:45) G. Betrán (53:08) | Skautahöllin í Laugardal, Reykjavík Zuschauer: 650 |

| 18. April 2012 15:00 Uhr | Neuseeland | 0:17 (0:7, 0:6, 0:4) Spielbericht | Serbien S. Ilić (5:16) N. Raković (10:00) N. Janković (12:05) M. Milovanović (13:37) M. Kovačević (16:03) M. Sretović (16:29) S. Ilić (18:35) D. Filipović (22:16) N. Janković (24:26) D. Filipović (25:39) N. Janković (27:30) M. Babić (36:00) B. Gabrić (39:15) B. Gabrić (40:21) M. Sretović (41:51) D. Filipović (43:53) M. Kovačević (52:38) | Skautahöllin í Laugardal, Reykjavík Zuschauer: 234 |

| 18. April 2012 18:30 Uhr | Spanien C. Quevedo (8:55) P. González (26:37) P. Puyuelo (37:25) | 3:5 (1:2, 2:2, 0:1) Spielbericht | Estland K. Kuusk (7:54) D. Rodin (9:51) L. Lahesalu (21:55) M. Semjonov (23:55) M. Ivanov (46:39) | Skautahöllin í Laugardal, Reykjavík Zuschauer: 278 |

| 18. April 2012 22:00 Uhr | Kroatien A. Sertich (10:08) K. MacAuley (27:20) I. Lazić (45:48) B. Rendulić (55:32) M. Blagus (57:50) | 5:1 (1:0, 1:0, 3:1) Spielbericht | Island M. Sigurðarson (56:06) | Skautahöllin í Laugardal, Reykjavík Zuschauer: 850 |

| Pl. |            | Sp | S | OTS | OTN | N | Tore  | Punkte |
| 1.  | Estland    | 5  | 5 | 0   | 0   | 0 | 39:11 | 15     |
| 2.  | Spanien    | 5  | 4 | 0   | 0   | 1 | 21:09 | 12     |
| 3.  | Kroatien   | 5  | 3 | 0   | 0   | 2 | 27:13 | 9      |
| 4.  | Island     | 5  | 2 | 0   | 0   | 3 | 12:19 | 6      |
| 5.  | Serbien    | 5  | 1 | 0   | 0   | 4 | 27:20 | 3      |
| 6.  | Neuseeland | 5  | 0 | 0   | 0   | 5 | 05:59 | 0      |

Abkürzungen: Pl. = Platz, Sp = Spiele, S = Siege, OTS = Siege nach Verlängerung (Overtime) oder Penaltyschießen, OTN = Niederlagen nach Verlängerung oder Penaltyschießen, N = Niederlagen

Erläuterungen: Aufsteiger in die Division IB, Absteiger in die Division IIB

#### Division-IIA-Siegermannschaft
| Division-IIA-Aufsteiger Estland | Andrei Aleksandrov, Roman Andrejev, Maksim Borovikov, Maksim Ivanov, Sergei Ivanov, Anatoli Jakovlev, Kaupo Kaljuste, Villem-Henrik Koitmaa, Aleksandr Kolossov, Ken Kuusk, Lauri Lahesalu, Jan Lukats, Sergei Novikov, Aleksandr Petrov, Dimitri Rodin, Robert Rooba, Igor Savvov, Maksim Semjonov, Aleksei Sibirtsev, Vassili Titarenko, Ilya Urushev, Mihkel Võrang Trainer: Dmitri Medvedev |

### Gruppe B in Sofia, Bulgarien
Das Turnier der Gruppe B wurde vom 2. bis 8. April 2012 in der bulgarischen Hauptstadt Sofia ausgetragen. Die Spiele fanden im 4.600 Zuschauer fassenden Wintersportpalast statt. Insgesamt besuchten 8.410 Zuschauer die 15 Turnierspiele.
Das Turnier gewann die belgische Nationalmannschaft mit fünf Siegen aus fünf Spielen. Die Belgier hatten am Ende sechs Punkte Vorsprung auf die Volksrepublik China. Im Kampf um den Verbleib in der Division IIB setzte sich im Duell der beiden letztjährigen Aufsteiger Israel gegen Südafrika durch.
| 2. April 2012 11:00 Uhr | Mexiko J. Ramirez (22:38) C. Gómez (47:14) | 2:9 (0:5, 1:1, 1:3) Spielbericht | Belgien V. Morgan (2:56) O. Roland (4:25) D. Leirs (6:04) V. Morgan (19:35) O. Roland (19:57) J. Engelen (26:11) O. Roland (40:19) M. Morgan (43:51) O. Roland (56:24) | Wintersportpalast, Sofia Zuschauer: 65 |

| 2. April 2012 14:30 Uhr | Volksrepublik China He Y. (12:09) Chen L. (18:21) Qu Y. (19:38) Chen L. (28:15) Wang C. (30:14) Wang C. (40:08) Zhang W. (49:10) Guo D. (59:02) Chen Z. (59:17) | 9:5 (3:2, 2:1, 4:2) Spielbericht | Israel D. Mazour (0:56) E. Sherbatov (3:07) E. Sherbatov (26:13) E. Sherbatov (51:10) E. Sherbatov (59:59) | Wintersportpalast, Sofia Zuschauer: 152 |

| 2. April 2012 18:00 Uhr | Südafrika G. Lyon (27:43) | 1:4 (0:1, 1:1, 0:2) Spielbericht | Bulgarien G. Iskrenow (15:57) S. Muchatschew (21:12) P. Chadschitonew (49:21) A. Jotow (54:12) | Wintersportpalast, Sofia Zuschauer: 1.235 |

| 3. April 2012 11:00 Uhr | Volksrepublik China He Y. (4:31) Zhang W. (10:26) Zhang W. (17:34) He Y. (27:46) Qu Y. (40:14) | 5:1 (3:0, 1:1, 1:0) Spielbericht | Mexiko Al. Cervantes (33:27) | Wintersportpalast, Sofia Zuschauer: 35 |

| 3. April 2012 14:30 Uhr | Israel E. Sherbatov (9:17) A. Geller (10:00) A. Korotin (13:31) D. Mazour (21:03) E. Sherbatov (30:50) E. Sherbatov (54:05) | 6:2 (3:0, 2:0, 1:2) Spielbericht | Südafrika J. Reinecke (42:15) A. Marais (50:58) | Wintersportpalast, Sofia Zuschauer: 47 |

| 3. April 2012 18:00 Uhr | Belgien V. Morgan (9:15) M. Morgan (10:35) V. Morgan (23:03) L. Maas (23:45) K. Van Looy (25:50) O. Roland (26:56) M. Morgan (34:52) D. Thurura (36:58) M. Morgan (41:45) D. Thurura (48:52) M. Morgan (49:30) T. Dewin (51:15) J. Paulus (54:49) B. Vercammen (56:29) | 14:3 (2:0, 6:0, 6:3) Spielbericht | Bulgarien Z. Zwetanow (40:39) J. Slawtschew (47:17) G. Iskrenow (57:00) | Wintersportpalast, Sofia Zuschauer: 1.380 |

| 5. April 2012 11:00 Uhr | Belgien O. Roland (10:06) B. Vercammen (25:56) J. Engelen (35:51) K. Van Looy (40:58) | 4:1 (1:1, 2:0, 1:0) Spielbericht | Israel D. Mazour (16:21) | Wintersportpalast, Sofia Zuschauer: 38 |

| 5. April 2012 14:30 Uhr | Volksrepublik China Fu T. (1:10) Yang M. (18:05) Zhang W. (28:17) Fu T. (32:15) Hu T. (37:41) Chen L. (39:22) | 6:1 (2:0, 4:0, 0:1) Spielbericht | Südafrika J. Reinecke (42:00) | Wintersportpalast, Sofia Zuschauer: 62 |

| 5. April 2012 18:00 Uhr | Mexiko Ad. Cervantes (11:06) B. Arroyo (14:26) B. Arroyo (15:59) F. Ugarte (16:25) R. Chabat (19:17) C. Kelo (32:20) F. Ugarte (45:51) C. Kelo (59:23) | 8:5 (5:0, 1:4, 2:1) Spielbericht | Bulgarien A. Jotow (20:27) S. Muchatschew (24:16) A. Jotow (31:30) S. Muchatschew (39:00) M. Bojadschiew (44:36) | Wintersportpalast, Sofia Zuschauer: 1.358 |

| 6. April 2012 11:00 Uhr | Südafrika | 0:14 (0:2, 0:6, 0:6) Spielbericht | Belgien V. Morgan (3:026) J. Raekelboom (3:13) B. Vercammen (24:38) N. de Herdt (25:51) B. Kolodziejczyk (29:18) O. Roland (33:41) V. Morgan (37:32) D. Geerts (38:07) V. Morgan (42:24) J. Engelen (46:32) J. Vercammen (49:18) V. Morgan (49:53) K. Van Looy (50:45) D. Geerts (55:27) | Wintersportpalast, Sofia Zuschauer: 65 |

| 6. April 2012 14:30 Uhr | Israel D. Mazour (10:16) S. Frenkel (32:11) E. Sherbatov (37:57) D. Mazour (57:20) E. Sherbatov (61:16) | 5:4 n. V. (1:2, 2:1, 1:1, 1:0) Spielbericht | Mexiko J. Ramirez (14:58) Ad. Cervantes (17:36) A. Gutierrez (38:46) R. Chabat (49:18) | Wintersportpalast, Sofia Zuschauer: 235 |

| 6. April 2012 18:00 Uhr | Bulgarien A. Jotow (23:13) G. Iskrenow (27:49) A. Jotow (38:36) R. Morgunow (47:52) R. Assenow (49:32) S. Muchatschew (52:43) | 6:3 (0:1, 3:2, 3:0) Spielbericht | Volksrepublik China Li J. (14:21) Liu L. (21:21) Wang C. (33:00) | Wintersportpalast, Sofia Zuschauer: 1.572 |

| 8. April 2012 11:00 Uhr | Mexiko C. Kelo (20:54) R. Chabat (31:11) | 2:0 (0:0, 2:0, 0:0) Spielbericht | Südafrika | Wintersportpalast, Sofia Zuschauer: 103 |

| 8. April 2012 14:30 Uhr | Bulgarien Z. Zwetanow (4:52) R. Morgunow (34:22) G. Iskrenow (PS) | 3:2 n. P. (1:1, 1:0, 0:1, 0:0, 1:0) Spielbericht | Israel R. Oz (12:29) D. Mazour (46:36) | Wintersportpalast, Sofia Zuschauer: 1.526 |

| 8. April 2012 18:00 Uhr | Belgien O. Roland (2:25) B. Vercammen (3:14) M. Morgan (4:59) V. Morgan (6:37) O. Roland (12:22) O. Roland (39:51) L. Maas (23:45) V. Morgan (56:55) | 8:5 (5:2, 2:0, 1:3) Spielbericht | Volksrepublik China Yang M. (6:52) Qu Y. (10:31) Zhang H. (42:43) Zhang W. (44:00) Fu N. (44:59) | Wintersportpalast, Sofia Zuschauer: 537 |

| Pl. |                     | Sp | S | OTS | OTN | N | Tore  | Punkte |
| 1.  | Belgien             | 5  | 5 | 0   | 0   | 0 | 49:11 | 15     |
| 2.  | Volksrepublik China | 5  | 3 | 0   | 0   | 2 | 28:21 | 9      |
| 3.  | Bulgarien           | 5  | 2 | 1   | 0   | 2 | 21:28 | 8      |
| 4.  | Mexiko              | 5  | 2 | 0   | 1   | 2 | 17:24 | 7      |
| 5.  | Israel              | 5  | 1 | 1   | 1   | 2 | 19:22 | 6      |
| 6.  | Südafrika           | 5  | 0 | 0   | 0   | 5 | 04:32 | 0      |

Abkürzungen: Pl. = Platz, Sp = Spiele, S = Siege, OTS = Siege nach Verlängerung (Overtime) oder Penaltyschießen, OTN = Niederlagen nach Verlängerung oder Penaltyschießen, N = Niederlagen

Erläuterungen: Aufsteiger in die Division IIA, Absteiger in die Division III

#### Division-IIB-Siegermannschaft
| Division-IIB-Aufsteiger Belgien | Timo Dewin, Jens Engelen, Don Geerts, Niki de Herdt, Bryan Kolodziejczyk, Dries Leirs, Kevin van Looveren, Kristof Van Looy, Lorenzo Maas, Mitch Morgan, Vincent Morgan, Jordan Paulus, Jan Raekelboom, Olivier Roland, Björn Steijlen, Dennis Swinnen, Dean Thurura, Ben Torremans, Ben Vercammen, Joep Vercammen, Nils Vroemans Trainer: Jozef Lejeune |

### Auf- und Abstieg
| Absteiger in die Division IIA:  | Australien |
| Aufsteiger in die Division IB:  | Estland    |
| Absteiger in die Division IIB:  | Neuseeland |
| Aufsteiger in die Division IIA: | Belgien    |
| Absteiger in die Division III:  | Südafrika  |
| Aufsteiger in die Division IIB: | Türkei     |

## Division III
Das Turnier der Division III wurde vom 15. bis 21. April 2012 im türkischen Erzurum ausgetragen. Die Spiele fanden im 3.000 Zuschauer fassenden Erzurum Gençlik Hizmetleri ve Spor İl Müdürlüğü statt. Insgesamt besuchten 2.301 Zuschauer die 15 Turnierspiele.
Der türkischen Nationalmannschaft gelang bei der Heim-WM mit fünf Siegen aus fünf Spielen der souveräne Aufstieg in die Division IIB. Den letztjährigen Absteigern Nordkorea und Irland gelang der direkte Wiederaufstieg nicht. Nordkorea wurde Zweiter, Irland belegte den vierten Rang. Auf dem letzten Platz schloss die Mongolei das Turnier ab.
| 15. April 2012 12:00 Uhr | Griechenland | 1:6 (1:1, 0:3, 0:2) Spielbericht | Türkei | Gençlik Hizmetleri ve Spor İl Müdürlüğü, Erzurum Zuschauer: 500 |

| 15. April 2012 16:00 Uhr | Luxemburg | 7:2 (4:1, 2:0, 1:1) Spielbericht | Irland | Gençlik Hizmetleri ve Spor İl Müdürlüğü, Erzurum Zuschauer: 120 |

| 15. April 2012 20:00 Uhr | Mongolei | 2:12 (1:2, 1:3, 0:7) Spielbericht | Nordkorea | Gençlik Hizmetleri ve Spor İl Müdürlüğü, Erzurum Zuschauer: 22 |

| 16. April 2012 12:00 Uhr | Irland | 5:3 (2:0, 2:1, 1:2) Spielbericht | Griechenland | Gençlik Hizmetleri ve Spor İl Müdürlüğü, Erzurum Zuschauer: 178 |

| 16. April 2012 16:00 Uhr | Nordkorea | 4:1 (0:1, 3:0, 1:0) Spielbericht | Luxemburg | Gençlik Hizmetleri ve Spor İl Müdürlüğü, Erzurum Zuschauer: 132 |

| 16. April 2012 20:00 Uhr | Türkei | 10:0 (4:0, 2:0, 4:0) Spielbericht | Mongolei | Gençlik Hizmetleri ve Spor İl Müdürlüğü, Erzurum Zuschauer: 254 |

| 18. April 2012 12:00 Uhr | Nordkorea | 4:1 (0:0, 2:0, 2:1) Spielbericht | Griechenland | Gençlik Hizmetleri ve Spor İl Müdürlüğü, Erzurum Zuschauer: 43 |

| 18. April 2012 16:00 Uhr | Irland | 3:5 (0:1, 3:2, 0:2) Spielbericht | Türkei | Gençlik Hizmetleri ve Spor İl Müdürlüğü, Erzurum Zuschauer: 216 |

| 18. April 2012 20:00 Uhr | Mongolei | 1:5 (1:4, 0:1, 0:0) Spielbericht | Luxemburg | Gençlik Hizmetleri ve Spor İl Müdürlüğü, Erzurum Zuschauer: 55 |

| 19. April 2012 12:00 Uhr | Türkei | 4:2 (0:0, 3:2, 1:0) Spielbericht | Nordkorea | Gençlik Hizmetleri ve Spor İl Müdürlüğü, Erzurum Zuschauer: 102 |

| 19. April 2012 16:00 Uhr | Luxemburg | 6:0 (1:0, 4:0, 1:0) Spielbericht | Griechenland | Gençlik Hizmetleri ve Spor İl Müdürlüğü, Erzurum Zuschauer: 47 |

| 19. April 2012 20:00 Uhr | Irland | 8:4 (2:0, 2:1, 4:3) Spielbericht | Mongolei | Gençlik Hizmetleri ve Spor İl Müdürlüğü, Erzurum Zuschauer: 31 |

| 21. April 2012 12:00 Uhr | Griechenland | 4:1 (1:0, 1:1, 2:0) Spielbericht | Mongolei | Gençlik Hizmetleri ve Spor İl Müdürlüğü, Erzurum Zuschauer: 48 |

| 21. April 2012 16:00 Uhr | Türkei | 8:1 (1:0, 4:0, 3:1) Spielbericht | Luxemburg | Gençlik Hizmetleri ve Spor İl Müdürlüğü, Erzurum Zuschauer: 451 |

| 21. April 2012 20:00 Uhr | Nordkorea | 5:0 (2:0, 0:0, 3:0) Spielbericht | Irland | Gençlik Hizmetleri ve Spor İl Müdürlüğü, Erzurum Zuschauer: 102 |

| Pl. |              | Sp | S | OTS | OTN | N | Tore  | Punkte |
| 1.  | Türkei       | 5  | 5 | 0   | 0   | 0 | 33:07 | 15     |
| 2.  | Nordkorea    | 5  | 4 | 0   | 0   | 1 | 27:08 | 12     |
| 3.  | Luxemburg    | 5  | 3 | 0   | 0   | 2 | 20:15 | 9      |
| 4.  | Irland       | 5  | 2 | 0   | 0   | 3 | 18:24 | 6      |
| 5.  | Griechenland | 5  | 1 | 0   | 0   | 4 | 09:22 | 3      |
| 6.  | Mongolei     | 5  | 0 | 0   | 0   | 5 | 08:39 | 0      |

Abkürzungen: Pl. = Platz, Sp = Spiele, S = Siege, OTS = Siege nach Verlängerung (Overtime) oder Penaltyschießen, OTN = Niederlagen nach Verlängerung oder Penaltyschießen, N = Niederlagen

Erläuterungen: Aufsteiger in die Division IIB, Absteiger in die Qualifikation zur Division III

### Division-III-Siegermannschaft
| Division-III-Aufsteiger Türkei | Cafer Abaylı, Bekir Akgül, Burak Savaş Aktürk, Cengiz Akyıldız, Fikri Atalı, Caner Baykan, Doğu Bingol, Gürkan Çetinkaya, Erdoğan Coşkun, Serkan Gümüş, Yusuf Halil, Galip Hamarat, Batın Kösemen, Levent Özbaydoğan, Emrah Özmen, Serdar Semiz, Alper Solak, Gökalp Solak, Göktürk Taşdemir, Oktay Yavuzarslan Trainer: Tuncay Kılıç |

### Auf- und Abstieg
| Absteiger in die Division III:                   | Südafrika              |
| Aufsteiger in die Division IIB:                  | Türkei                 |
| Absteiger in die Qualifikation zur Division III: | Griechenland, Mongolei |